# 2019–2020-as EHF-bajnokok ligája (csoportkör)
Ez a cikk ismerteti a 2019–2020-as EHF-bajnokok ligája csoportkörének az eredményeit.

## Formátum
A csoportkörbe jutott 28 csapatot négy csoportba sorolták. Az A és B csoportba nyolc-nyolc csapat került, a C és D csoportba pedig hat-hat csapat. Az A és B csoportba sorolták az erősebb csapatokat, a C és D-be pedig a gyengébbeket. Az A és B csoportból a csoportgyőztes egyből a negyeddöntőbe jut, a 2-6. helyezettek pedig a nyolcaddöntőbe. A C és D csoport 12 csapatából összesen kettő juthat a nyolcaddöntőbe úgy, hogy a C csoport első két helyezettje a D csoport első két helyezettjével egy oda-vissza vágóban eldöntik ennek sorsát.
Azonos pontszám esetén az alábbiak szerint döntik el a sorrendet:
1. Egymás elleni mérkőzéseken szerzett több pont,
2. Egymás elleni mérkőzések alapján számolt gólkülönbség,
3. Egymás elleni mérkőzéseken lőtt több gól,
4. A csoport összes meccse alapján számolt gólkülönbség,
5. A csoportban lőtt gólok száma,
6. Sorsolás.

## Kiemelés
A csoportkör sorsolását 2019. június 27-én tartották Bécsben. A 28 csapatot négy csoportba sorolták: két nyolccsapatos (A, B), és két hatcsapatos (C, D) csoportba.
| 1-es kalap                         | 2-es kalap                    | 3-as kalap                            | 4-es kalap            |
| ---------------------------------- | ----------------------------- | ------------------------------------- | --------------------- |
| Paris Saint-Germain Vardar Szkopje | Barcelona Telekom Veszprém KC | Flensburg-Handewitt Vive Targi Kielce | Aalborg Meskov Breszt |
| 5-ös kalap                         | 6-os kalap                    | 7-es kalap                            | 8-as kalap            |
| Pick Szeged Motor Zaporizzsja      | Zagreb Montpellier            | Elverum Håndball Porto                | THW Kiel RK Celje     |

| 1-es kalap                         | 2-es kalap                          | 3-as kalap                            |
| ---------------------------------- | ----------------------------------- | ------------------------------------- |
| CS Dinamo București IK Sävehof     | Csehovszkije Medvegyi Tatran Prešov | Riihimäki Cocks Kadetten Schaffhausen |
| 4-es kalap                         | 5-ös kalap                          | 6-os kalap                            |
| Eurofarm Rabotnik IFK Kristianstad | CD Bidasoa Wisła Płock              | GOG Håndbold Sporting                 |

## Csoportkör

### A csoport
| #  | Csapat              | M  | Gy | D | V  | G+  | G–  | Gk   | P  |
| -- | ------------------- | -- | -- | - | -- | --- | --- | ---- | -- |
| 1. | FC Barcelona        | 14 | 13 | 0 | 1  | 485 | 380 | +105 | 26 |
| 2. | Paris Saint-Germain | 14 | 11 | 0 | 3  | 444 | 389 | +55  | 22 |
| 3. | Pick Szeged         | 14 | 9  | 2 | 3  | 409 | 370 | +39  | 20 |
| 4. | Flensburg-Handewitt | 14 | 7  | 1 | 6  | 388 | 379 | +9   | 15 |
| 5. | Aalborg             | 14 | 7  | 1 | 6  | 416 | 420 | –4   | 15 |
| 6. | RK Celje            | 14 | 3  | 0 | 11 | 355 | 429 | –74  | 6  |
| 7. | RK Zagreb           | 14 | 2  | 1 | 11 | 343 | 419 | –76  | 5  |
| 8. | Elverum Håndball    | 14 | 1  | 1 | 12 | 365 | 419 | –54  | 3  |

| 2019. szeptember 14. 17:30 | Pick Szeged | 31–28       | FC Barcelona | Városi Sportcsarnok, Szeged Nézőszám: 3200 Játékvezetők: Elíasson, Pálsson (ISL) |
| 2019. szeptember 14. 17:30 | Maqueda 7   | (18–11)     | Fabregas 8   | Városi Sportcsarnok, Szeged Nézőszám: 3200 Játékvezetők: Elíasson, Pálsson (ISL) |
| 2019. szeptember 14. 17:30 | 3× 2×       | Jegyzőkönyv | 2× 2×        | Városi Sportcsarnok, Szeged Nézőszám: 3200 Játékvezetők: Elíasson, Pálsson (ISL) |

| 2019. szeptember 14. 20:00 | RK Zagreb         | 29–37       | Paris Saint-Germain | Arena Zagreb, Zágráb Nézőszám: 5865 Játékvezetők: Horváth, Marton (HUN) |
| 2019. szeptember 14. 20:00 | Bičanić, Horvat 6 | (15–19)     | Ekdahl du Rietz 7   | Arena Zagreb, Zágráb Nézőszám: 5865 Játékvezetők: Horváth, Marton (HUN) |
| 2019. szeptember 14. 20:00 | 5× 2×             | Jegyzőkönyv | 2× 1×               | Arena Zagreb, Zágráb Nézőszám: 5865 Játékvezetők: Horváth, Marton (HUN) |

| 2019. szeptember 15. 17:00 | RK Celje | 24–25       | Flensburg-Handewitt | Zlatorog Arena, Celje Nézőszám: 4000 Játékvezetők: Caçador, Nicolau (POR) |
| 2019. szeptember 15. 17:00 | Šarac 5  | (12–13)     | Golla 6             | Zlatorog Arena, Celje Nézőszám: 4000 Játékvezetők: Caçador, Nicolau (POR) |
| 2019. szeptember 15. 17:00 | 4× 1×    | Jegyzőkönyv | 5× 2×               | Zlatorog Arena, Celje Nézőszám: 4000 Játékvezetők: Caçador, Nicolau (POR) |

| 2019. szeptember 15. 19:00 | Elverum Håndball      | 24–34       | Aalborg                  | Elverumshallen, Elverum Nézőszám: 2283 Játékvezetők: Mažeika, Gatelis (LTU) |
| 2019. szeptember 15. 19:00 | Guðjónsson, Sandell 5 | (12–18)     | Barthold, Christiansen 8 | Elverumshallen, Elverum Nézőszám: 2283 Játékvezetők: Mažeika, Gatelis (LTU) |
| 2019. szeptember 15. 19:00 | 3× 2×                 | Jegyzőkönyv | 4× 2×                    | Elverumshallen, Elverum Nézőszám: 2283 Játékvezetők: Mažeika, Gatelis (LTU) |

| 2019. szeptember 18. 19:00 | Flensburg-Handewitt | 26–19       | Elverum Håndball | Flens Arena, Flensburg Nézőszám: 3105 Játékvezetők: Bonaventura, Bonaventura (FRA) |
| 2019. szeptember 18. 19:00 | Hansen 6            | (12–9)      | Guðjónsson 7     | Flens Arena, Flensburg Nézőszám: 3105 Játékvezetők: Bonaventura, Bonaventura (FRA) |
| 2019. szeptember 18. 19:00 | 2× 1×               | Jegyzőkönyv | 2× 2×            | Flens Arena, Flensburg Nézőszám: 3105 Játékvezetők: Bonaventura, Bonaventura (FRA) |

| 2019. szeptember 21. 20:00 | FC Barcelona | 45–21       | RK Celje | Palau Blaugrana, Barcelona Nézőszám: 1905 Játékvezetők: Gasmi, Gasmi (FRA) |
| 2019. szeptember 21. 20:00 | Cindrić 8    | (21–13)     | Silva 5  | Palau Blaugrana, Barcelona Nézőszám: 1905 Játékvezetők: Gasmi, Gasmi (FRA) |
| 2019. szeptember 21. 20:00 | 2× 1×        | Jegyzőkönyv | 2× 2×    | Palau Blaugrana, Barcelona Nézőszám: 1905 Játékvezetők: Gasmi, Gasmi (FRA) |

| 2019. szeptember 22. 16:55 | Aalborg     | 30–20       | RK Zagreb        | Gigantium, Aalborg Nézőszám: 4133 Játékvezetők: Schulze, Tönnies (GER) |
| 2019. szeptember 22. 16:55 | Barthold 12 | (13–11)     | Horvat, Hrstić 4 | Gigantium, Aalborg Nézőszám: 4133 Játékvezetők: Schulze, Tönnies (GER) |
| 2019. szeptember 22. 16:55 | 4× 3×       | Jegyzőkönyv | 5× 3× 2×         | Gigantium, Aalborg Nézőszám: 4133 Játékvezetők: Schulze, Tönnies (GER) |

| 2019. szeptember 22. 19:00 | Paris Saint-Germain | 30–25       | Pick Szeged | Halle Georges Carpentier, Párizs Nézőszám: 1800 Játékvezetők: Nikolov, Nachevski (MKD) |
| 2019. szeptember 22. 19:00 | N. Karabatić 8      | (16–14)     | Maqueda 6   | Halle Georges Carpentier, Párizs Nézőszám: 1800 Játékvezetők: Nikolov, Nachevski (MKD) |
| 2019. szeptember 22. 19:00 | 4× 2×               | Jegyzőkönyv | 3× 2×       | Halle Georges Carpentier, Párizs Nézőszám: 1800 Játékvezetők: Nikolov, Nachevski (MKD) |

| 2019. szeptember 28. 17:30 | Pick Szeged    | 24–24       | Flensburg-Handewitt | Városi Sportcsarnok, Szeged Nézőszám: 3200 Játékvezetők: Brunovský, Čanda (SVK) |
| 2019. szeptember 28. 17:30 | Radivojević 11 | (12–12)     | Johannessen 9       | Városi Sportcsarnok, Szeged Nézőszám: 3200 Játékvezetők: Brunovský, Čanda (SVK) |
| 2019. szeptember 28. 17:30 | 1× 1×          | Jegyzőkönyv | 2×                  | Városi Sportcsarnok, Szeged Nézőszám: 3200 Játékvezetők: Brunovský, Čanda (SVK) |

| 2019. szeptember 28. 17:30 | Elverum Håndball | 22–25       | Paris Saint-Germain | Håkons Hall, Lillehammer Nézőszám: 12377 Játékvezetők: Horáček, Novotný (CZE) |
| 2019. szeptember 28. 17:30 | Sandell 5        | (9–13)      | Keita 8             | Håkons Hall, Lillehammer Nézőszám: 12377 Játékvezetők: Horáček, Novotný (CZE) |
| 2019. szeptember 28. 17:30 | 6× 3× 1×         | Jegyzőkönyv | 3×                  | Håkons Hall, Lillehammer Nézőszám: 12377 Játékvezetők: Horáček, Novotný (CZE) |

| 2019. szeptember 28. 20:30 | RK Zagreb | 19–36       | FC Barcelona | Arena Zagreb, Zágráb Nézőszám: 6900 Játékvezetők: Leszczyński, Piechota (POL) |
| 2019. szeptember 28. 20:30 | Šipić 4   | (9–21)      | Gómez 8      | Arena Zagreb, Zágráb Nézőszám: 6900 Játékvezetők: Leszczyński, Piechota (POL) |
| 2019. szeptember 28. 20:30 | 7× 1×     | Jegyzőkönyv | 4× 2×        | Arena Zagreb, Zágráb Nézőszám: 6900 Játékvezetők: Leszczyński, Piechota (POL) |

| 2019. szeptember 29. 17:00 | RK Celje       | 28–29       | Aalborg  | Zlatorog Arena, Celje Játékvezetők: Nikolić, Stojković (SRB) |
| 2019. szeptember 29. 17:00 | Silva, Šarac 6 | (14–10)     | Jensen 5 | Zlatorog Arena, Celje Játékvezetők: Nikolić, Stojković (SRB) |
| 2019. szeptember 29. 17:00 | 3× 1×          | Jegyzőkönyv | 5× 2× 1× | Zlatorog Arena, Celje Játékvezetők: Nikolić, Stojković (SRB) |

| 2019. október 9. 19:00 | Flensburg-Handewitt | 20–17       | RK Zagreb | Flens Arena, Flensburg Nézőszám: 3355 Játékvezetők: Kurtagic, Wetterwik (SWE) |
| 2019. október 9. 19:00 | Golla 5             | (10–10)     | Horvat 6  | Flens Arena, Flensburg Nézőszám: 3355 Játékvezetők: Kurtagic, Wetterwik (SWE) |
| 2019. október 9. 19:00 | 3× 2×               | Jegyzőkönyv | 3× 1×     | Flens Arena, Flensburg Nézőszám: 3355 Játékvezetők: Kurtagic, Wetterwik (SWE) |

| 2019. október 12. 20:00 | FC Barcelona | 33–24       | Elverum Håndball | Palau Blaugrana, Barcelona Nézőszám: 1996 Játékvezetők: Brkic, Jusufhodzic (AUT) |
| 2019. október 12. 20:00 | Cindrić 7    | (15–12)     | Henneberg 8      | Palau Blaugrana, Barcelona Nézőszám: 1996 Játékvezetők: Brkic, Jusufhodzic (AUT) |
| 2019. október 12. 20:00 | 4× 1×        | Jegyzőkönyv | 3× 3×            | Palau Blaugrana, Barcelona Nézőszám: 1996 Játékvezetők: Brkic, Jusufhodzic (AUT) |

| 2019. október 13. 16:50 | Aalborg     | 28–35       | Pick Szeged | Gigantium, Aalborg Nézőszám: 4382 Játékvezetők: Santos, Fonseca (POR) |
| 2019. október 13. 16:50 | Møllgaard 7 | (17–22)     | Bánhidi 11  | Gigantium, Aalborg Nézőszám: 4382 Játékvezetők: Santos, Fonseca (POR) |
| 2019. október 13. 16:50 | 3× 2×       | Jegyzőkönyv | 4×          | Gigantium, Aalborg Nézőszám: 4382 Játékvezetők: Santos, Fonseca (POR) |

| 2019. október 13. 17:00 | Paris Saint-Germain | 27–18       | RK Celje  | Halle Georges Carpentier, Párizs Nézőszám: 2500 Játékvezetők: Konjičanin, Konjičanin (BIH) |
| 2019. október 13. 17:00 | Remili 7            | (13–11)     | Grebenc 5 | Halle Georges Carpentier, Párizs Nézőszám: 2500 Játékvezetők: Konjičanin, Konjičanin (BIH) |
| 2019. október 13. 17:00 | 1× 1×               | Jegyzőkönyv | 4× 2×     | Halle Georges Carpentier, Párizs Nézőszám: 2500 Játékvezetők: Konjičanin, Konjičanin (BIH) |

| 2019. október 19. 20:00 | FC Barcelona | 36–32       | Paris Saint-Germain | Palau Blaugrana, Barcelona Nézőszám: 4315 Játékvezetők: Nikolov, Nachevski (MKD) |
| 2019. október 19. 20:00 | Gómez 8      | (19–15)     | L. Karabatić 8      | Palau Blaugrana, Barcelona Nézőszám: 4315 Játékvezetők: Nikolov, Nachevski (MKD) |
| 2019. október 19. 20:00 | 2× 1×        | Jegyzőkönyv | 3×                  | Palau Blaugrana, Barcelona Nézőszám: 4315 Játékvezetők: Nikolov, Nachevski (MKD) |

| 2019. október 20. 16:50 | Aalborg    | 31–28       | Flensburg-Handewitt   | Gigantium, Aalborg Nézőszám: 4653 Játékvezetők: Baďura, Ondogrecula (SVK) |
| 2019. október 20. 16:50 | Barthold 8 | (14–16)     | Johannessen, Hansen 6 | Gigantium, Aalborg Nézőszám: 4653 Játékvezetők: Baďura, Ondogrecula (SVK) |
| 2019. október 20. 16:50 | 1× 2×      | Jegyzőkönyv | 3× 3×                 | Gigantium, Aalborg Nézőszám: 4653 Játékvezetők: Baďura, Ondogrecula (SVK) |

| 2019. október 20. 17:00 | RK Celje        | 32–25       | Elverum Håndball | Zlatorog Arena, Celje Játékvezetők: Geipel, Helbig (GER) |
| 2019. október 20. 17:00 | három játékos 5 | (14–15)     | Guðjónsson 10    | Zlatorog Arena, Celje Játékvezetők: Geipel, Helbig (GER) |
| 2019. október 20. 17:00 | 3× 2×           | Jegyzőkönyv | 3× 1×            | Zlatorog Arena, Celje Játékvezetők: Geipel, Helbig (GER) |

| 2019. október 20. 17:00 | RK Zagreb | 21–26       | Pick Szeged         | Arena Zagreb, Zágráb Nézőszám: 3721 Játékvezetők: Zotin, Volodkov (RUS) |
| 2019. október 20. 17:00 | Šipić 6   | (10–15)     | Maqueda, Šoštarič 5 | Arena Zagreb, Zágráb Nézőszám: 3721 Játékvezetők: Zotin, Volodkov (RUS) |
| 2019. október 20. 17:00 | 9× 3× 2×  | Jegyzőkönyv | 6× 3× 1×            | Arena Zagreb, Zágráb Nézőszám: 3721 Játékvezetők: Zotin, Volodkov (RUS) |

| 2019. október 30. 19:00 | Flensburg-Handewitt | 27–34       | FC Barcelona    | Flens Arena, Flensburg Nézőszám: 5221 Játékvezetők: Mažeika, Gatelis (LTU) |
| 2019. október 30. 19:00 | Jurecki 5           | (12–18)     | három játékos 5 | Flens Arena, Flensburg Nézőszám: 5221 Játékvezetők: Mažeika, Gatelis (LTU) |
| 2019. október 30. 19:00 | 4× 2×               | Jegyzőkönyv | 6× 1×           | Flens Arena, Flensburg Nézőszám: 5221 Játékvezetők: Mažeika, Gatelis (LTU) |

| 2019. november 2. 17:15 | Paris Saint-Germain | 37–24       | Aalborg    | Halle Georges Carpentier, Párizs Nézőszám: 2500 Játékvezetők: Pavićević, Ražnatović (MNE) |
| 2019. november 2. 17:15 | Hansen 6            | (18–11)     | Jakobsen 5 | Halle Georges Carpentier, Párizs Nézőszám: 2500 Játékvezetők: Pavićević, Ražnatović (MNE) |
| 2019. november 2. 17:15 | 4× 2×               | Jegyzőkönyv | 2× 2×      | Halle Georges Carpentier, Párizs Nézőszám: 2500 Játékvezetők: Pavićević, Ražnatović (MNE) |

| 2019. november 3. 17:00 | Pick Szeged   | 31–24       | RK Celje | Városi Sportcsarnok, Szeged Nézőszám: 3200 Játékvezetők: Bonaventura, Bonaventura (FRA) |
| 2019. november 3. 17:00 | Radivojević 8 | (14–14)     | Šarac 7  | Városi Sportcsarnok, Szeged Nézőszám: 3200 Játékvezetők: Bonaventura, Bonaventura (FRA) |
| 2019. november 3. 17:00 | 1×            | Jegyzőkönyv | 3× 2×    | Városi Sportcsarnok, Szeged Nézőszám: 3200 Játékvezetők: Bonaventura, Bonaventura (FRA) |

| 2019. november 3. 19:00 | Elverum Håndball | 30–30       | RK Zagreb | Elverumshallen, Elverum Nézőszám: 2034 Játékvezetők: Santos, Fonseca (POR) |
| 2019. november 3. 19:00 | Blonz 8          | (13–18)     | Gadža 8   | Elverumshallen, Elverum Nézőszám: 2034 Játékvezetők: Santos, Fonseca (POR) |
| 2019. november 3. 19:00 | 8× 2×            | Jegyzőkönyv | 6× 3×     | Elverumshallen, Elverum Nézőszám: 2034 Játékvezetők: Santos, Fonseca (POR) |

| 2019. november 6. 19:00 | Flensburg-Handewitt | 29–30       | Paris Saint-Germain    | Flens Arena, Flensburg Nézőszám: 5030 Játékvezetők: Jurinović, Mrvica (CRO) |
| 2019. november 6. 19:00 | Rød, Steinhauser 6  | (13–14)     | Hansen, N. Karabatić 5 | Flens Arena, Flensburg Nézőszám: 5030 Játékvezetők: Jurinović, Mrvica (CRO) |
| 2019. november 6. 19:00 | 3×                  | Jegyzőkönyv | 2× 1×                  | Flens Arena, Flensburg Nézőszám: 5030 Játékvezetők: Jurinović, Mrvica (CRO) |

| 2019. november 10. 16:50 | Aalborg  | 30–34       | FC Barcelona | Gigantium, Aalborg Nézőszám: 5000 Játékvezetők: Brunner, Salah (SUI) |
| 2019. november 10. 16:50 | Jensen 6 | (14–15)     | Gómez 9      | Gigantium, Aalborg Nézőszám: 5000 Játékvezetők: Brunner, Salah (SUI) |
| 2019. november 10. 16:50 | 2× 2×    | Jegyzőkönyv | 4× 1×        | Gigantium, Aalborg Nézőszám: 5000 Játékvezetők: Brunner, Salah (SUI) |

| 2019. november 10. 17:00 | Pick Szeged  | 32–25       | Elverum Håndball | Városi Sportcsarnok, Szeged Nézőszám: 3200 Játékvezetők: Sondors, Līcis (LAT) |
| 2019. november 10. 17:00 | Zsitnyikov 5 | (15–13)     | Blonz 8          | Városi Sportcsarnok, Szeged Nézőszám: 3200 Játékvezetők: Sondors, Līcis (LAT) |
| 2019. november 10. 17:00 | 6× 1×        | Jegyzőkönyv | 5× 2×            | Városi Sportcsarnok, Szeged Nézőszám: 3200 Játékvezetők: Sondors, Līcis (LAT) |

| 2019. november 10. 17:00 | RK Celje | 24–22       | RK Zagreb | Zlatorog Arena, Celje Nézőszám: 4850 Játékvezetők: Marín, García (ESP) |
| 2019. november 10. 17:00 | Šarac 6  | (10–8)      | Bičanić 6 | Zlatorog Arena, Celje Nézőszám: 4850 Játékvezetők: Marín, García (ESP) |
| 2019. november 10. 17:00 | 5× 1×    | Jegyzőkönyv | 5× 2×     | Zlatorog Arena, Celje Nézőszám: 4850 Játékvezetők: Marín, García (ESP) |

| 2019. november 14. 18:00 | RK Zagreb  | 27–31       | RK Celje | Arena Zagreb, Zágráb Nézőszám: 2634 Játékvezetők: Horáček, Novotný (CZE) |
| 2019. november 14. 18:00 | Vistorop 6 | (11–14)     | Šarac 10 | Arena Zagreb, Zágráb Nézőszám: 2634 Játékvezetők: Horáček, Novotný (CZE) |
| 2019. november 14. 18:00 | 4× 2×      | Jegyzőkönyv | 5× 1×    | Arena Zagreb, Zágráb Nézőszám: 2634 Játékvezetők: Horáček, Novotný (CZE) |

| 2019. november 16. 20:00 | FC Barcelona | 44–35       | Aalborg     | Palau Blaugrana, Barcelona Nézőszám: 2139 Játékvezetők: Geipel, Helbig (GER) |
| 2019. november 16. 20:00 | Gómez 9      | (22–17)     | Saugstrup 6 | Palau Blaugrana, Barcelona Nézőszám: 2139 Játékvezetők: Geipel, Helbig (GER) |
| 2019. november 16. 20:00 | 1× 2×        | Jegyzőkönyv | 1× 2×       | Palau Blaugrana, Barcelona Nézőszám: 2139 Játékvezetők: Geipel, Helbig (GER) |

| 2019. november 17. 17:00 | Paris Saint-Germain | 32–30       | Flensburg-Handewitt | Halle Georges Carpentier, Párizs Nézőszám: 2500 Játékvezetők: Leszczyński, Piechota (POL) |
| 2019. november 17. 17:00 | Hansen, Sagosen 7   | (17–16)     | négy játékos 5      | Halle Georges Carpentier, Párizs Nézőszám: 2500 Játékvezetők: Leszczyński, Piechota (POL) |
| 2019. november 17. 17:00 | 4× 2×               | Jegyzőkönyv | 6× 3×               | Halle Georges Carpentier, Párizs Nézőszám: 2500 Játékvezetők: Leszczyński, Piechota (POL) |

| 2019. november 17. 19:00 | Elverum Håndball | 25–26       | Pick Szeged | Elverumshallen, Elverum Nézőszám: 1941 Játékvezetők: Kurtagic, Wetterwik (SWE) |
| 2019. november 17. 19:00 | Sandell 10       | (9–14)      | Maqueda 6   | Elverumshallen, Elverum Nézőszám: 1941 Játékvezetők: Kurtagic, Wetterwik (SWE) |
| 2019. november 17. 19:00 | 2× 1×            | Jegyzőkönyv | 5× 1×       | Elverumshallen, Elverum Nézőszám: 1941 Játékvezetők: Kurtagic, Wetterwik (SWE) |

| 2019. november 23. 20:00 | FC Barcelona | 31–27       | Flensburg-Handewitt | Palau Blaugrana, Barcelona Nézőszám: 2521 Játékvezetők: Santos, Fonseca (POR) |
| 2019. november 23. 20:00 | Gómez 10     | (15–15)     | Lier, Steinhauser 6 | Palau Blaugrana, Barcelona Nézőszám: 2521 Játékvezetők: Santos, Fonseca (POR) |
| 2019. november 23. 20:00 | 4×           | Jegyzőkönyv | 4× 1×               | Palau Blaugrana, Barcelona Nézőszám: 2521 Játékvezetők: Santos, Fonseca (POR) |

| 2019. november 24. 16:50 | Aalborg     | 29–32       | Paris Saint-Germain | Gigantium, Aalborg Nézőszám: 5000 Játékvezetők: Brkic, Jusufhodzic (AUT) |
| 2019. november 24. 16:50 | Saugstrup 6 | (14–17)     | Hansen, Sagosen 7   | Gigantium, Aalborg Nézőszám: 5000 Játékvezetők: Brkic, Jusufhodzic (AUT) |
| 2019. november 24. 16:50 | 1× 2×       | Jegyzőkönyv | 4× 2×               | Gigantium, Aalborg Nézőszám: 5000 Játékvezetők: Brkic, Jusufhodzic (AUT) |

| 2019. november 24. 17:00 | RK Celje | 23–34       | Pick Szeged | Zlatorog Arena, Celje Nézőszám: 4900 Játékvezetők: Brunner, Salah (SUI) |
| 2019. november 24. 17:00 | Šarac 6  | (11–19)     | Bánhidi 7   | Zlatorog Arena, Celje Nézőszám: 4900 Játékvezetők: Brunner, Salah (SUI) |
| 2019. november 24. 17:00 | 4× 2×    | Jegyzőkönyv | 4× 1×       | Zlatorog Arena, Celje Nézőszám: 4900 Játékvezetők: Brunner, Salah (SUI) |

| 2019. november 24. 17:00 | RK Zagreb | 30–27       | Elverum Håndball | Arena Zagreb, Zágráb Nézőszám: 2500 Játékvezetők: Pichon, Reveret (FRA) |
| 2019. november 24. 17:00 | Bičanić 8 | (16–13)     | Guðjónsson 7     | Arena Zagreb, Zágráb Nézőszám: 2500 Játékvezetők: Pichon, Reveret (FRA) |
| 2019. november 24. 17:00 | 5× 3×     | Jegyzőkönyv | 3× 3×            | Arena Zagreb, Zágráb Nézőszám: 2500 Játékvezetők: Pichon, Reveret (FRA) |

| 2019. november 30. 17:30 | Pick Szeged | 33–23       | RK Zagreb | Városi Sportcsarnok, Szeged Nézőszám: 3200 Játékvezetők: Gousko, Repkin (BLR) |
| 2019. november 30. 17:30 | Cañellas 5  | (14–7)      | Gadža 7   | Városi Sportcsarnok, Szeged Nézőszám: 3200 Játékvezetők: Gousko, Repkin (BLR) |
| 2019. november 30. 17:30 | 1× 3×       | Jegyzőkönyv | 2× 3×     | Városi Sportcsarnok, Szeged Nézőszám: 3200 Játékvezetők: Gousko, Repkin (BLR) |

| 2019. december 1. 17:00 | Paris Saint-Germain | 32–35       | FC Barcelona          | Halle Georges Carpentier, Párizs Nézőszám: 3346 Játékvezetők: Gubica, Milošević (CRO) |
| 2019. december 1. 17:00 | Hansen, Sagosen 8   | (17–16)     | Cindrić, Pálmarsson 6 | Halle Georges Carpentier, Párizs Nézőszám: 3346 Játékvezetők: Gubica, Milošević (CRO) |
| 2019. december 1. 17:00 | 6× 3×               | Jegyzőkönyv | 2× 3×                 | Halle Georges Carpentier, Párizs Nézőszám: 3346 Játékvezetők: Gubica, Milošević (CRO) |

| 2019. december 1. 19:00 | Flensburg-Handewitt | 29–32       | Aalborg         | Flens Arena, Flensburg Nézőszám: 4406 Játékvezetők: Nikolov, Nachevski (MKD) |
| 2019. december 1. 19:00 | Johannessen 5       | (15–18)     | három játékos 7 | Flens Arena, Flensburg Nézőszám: 4406 Játékvezetők: Nikolov, Nachevski (MKD) |
| 2019. december 1. 19:00 | 3× 2×               | Jegyzőkönyv | 2×              | Flens Arena, Flensburg Nézőszám: 4406 Játékvezetők: Nikolov, Nachevski (MKD) |

| 2019. december 1. 19:00 | Elverum Håndball | 37–26       | RK Celje | Elverumshallen, Elverum Nézőszám: 1910 Játékvezetők: Brunovský, Čanda (SVK) |
| 2019. december 1. 19:00 | négy játékos 6   | (21–13)     | Horžen 5 | Elverumshallen, Elverum Nézőszám: 1910 Játékvezetők: Brunovský, Čanda (SVK) |
| 2019. december 1. 19:00 | 1× 3×            | Jegyzőkönyv | 4× 1×    | Elverumshallen, Elverum Nézőszám: 1910 Játékvezetők: Brunovský, Čanda (SVK) |

| 2020. február 8. 17:30 | Pick Szeged | 26–26       | Aalborg          | Városi Sportcsarnok, Szeged Nézőszám: 3200 Játékvezetők: Leszczyński, Piechota (POL) |
| 2020. február 8. 17:30 | Bombač 5    | (13–15)     | Juul, Smárason 6 | Városi Sportcsarnok, Szeged Nézőszám: 3200 Játékvezetők: Leszczyński, Piechota (POL) |
| 2020. február 8. 17:30 | 1× 2×       | Jegyzőkönyv | 4× 4×            | Városi Sportcsarnok, Szeged Nézőszám: 3200 Játékvezetők: Leszczyński, Piechota (POL) |

| 2020. február 8. 18:00 | RK Zagreb | 25–26       | Flensburg-Handewitt | Arena Zagreb, Zágráb Nézőszám: 5364 Játékvezetők: Elíasson, Pálsson (ISL) |
| 2020. február 8. 18:00 | Šipić 8   | (9–11)      | Steinhauser 7       | Arena Zagreb, Zágráb Nézőszám: 5364 Játékvezetők: Elíasson, Pálsson (ISL) |
| 2020. február 8. 18:00 | 7× 3×     | Jegyzőkönyv | 4× 3×               | Arena Zagreb, Zágráb Nézőszám: 5364 Játékvezetők: Elíasson, Pálsson (ISL) |

| 2020. február 9. 17:00 | RK Celje | 29–33       | Paris Saint-Germain | Zlatorog Arena, Celje Nézőszám: 4700 Játékvezetők: Zotin, Volodkov (RUS) |
| 2020. február 9. 17:00 | Kodrin 5 | (13–17)     | Syprzak 9           | Zlatorog Arena, Celje Nézőszám: 4700 Játékvezetők: Zotin, Volodkov (RUS) |
| 2020. február 9. 17:00 | 2× 3×    | Jegyzőkönyv | 2× 3×               | Zlatorog Arena, Celje Nézőszám: 4700 Játékvezetők: Zotin, Volodkov (RUS) |

| 2020. február 9. 19:00 | Elverum Håndball | 26–30       | FC Barcelona   | Elverumshallen, Elverum Nézőszám: 2507 Játékvezetők: Konjičanin, Konjičanin (BIH) |
| 2020. február 9. 19:00 | Fredriksen 5     | (14–16)     | Ariño, Gómez 6 | Elverumshallen, Elverum Nézőszám: 2507 Játékvezetők: Konjičanin, Konjičanin (BIH) |
| 2020. február 9. 19:00 | 3× 2×            | Jegyzőkönyv | 1× 1×          | Elverumshallen, Elverum Nézőszám: 2507 Játékvezetők: Konjičanin, Konjičanin (BIH) |

| 2020. február 15. 17:30 | Elverum Håndball | 28–34       | Flensburg-Handewitt | Elverumshallen, Elverum Nézőszám: 9312 Játékvezetők: Brunner, Salah (SUI) |
| 2020. február 15. 17:30 | Blonz 9          | (14–15)     | Steinhauser 7       | Elverumshallen, Elverum Nézőszám: 9312 Játékvezetők: Brunner, Salah (SUI) |
| 2020. február 15. 17:30 | 2× 1×            | Jegyzőkönyv | 3× 2×               | Elverumshallen, Elverum Nézőszám: 9312 Játékvezetők: Brunner, Salah (SUI) |

| 2020. február 15. 20:00 | FC Barcelona        | 32–23       | RK Zagreb | Palau Blaugrana, Barcelona Nézőszám: 3215 Játékvezetők: Mandák, Rudinský (SVK) |
| 2020. február 15. 20:00 | Pálmarsson, Tomás 6 | (17–9)      | Božović 6 | Palau Blaugrana, Barcelona Nézőszám: 3215 Játékvezetők: Mandák, Rudinský (SVK) |
| 2020. február 15. 20:00 | 1× 2×               | Jegyzőkönyv | 3× 2×     | Palau Blaugrana, Barcelona Nézőszám: 3215 Játékvezetők: Mandák, Rudinský (SVK) |

| 2020. február 16. 16:50 | Aalborg       | 28–24       | RK Celje        | Gigantium, Aalborg Nézőszám: 4640 Játékvezetők: Pichon, Reveret (FRA) |
| 2020. február 16. 16:50 | Strandgaard 6 | (13–9)      | Horžen, Leban 5 | Gigantium, Aalborg Nézőszám: 4640 Játékvezetők: Pichon, Reveret (FRA) |
| 2020. február 16. 16:50 | 3× 2×         | Jegyzőkönyv | 6× 1×           | Gigantium, Aalborg Nézőszám: 4640 Játékvezetők: Pichon, Reveret (FRA) |

| 2020. február 16. 17:00 | Pick Szeged | 32–29       | Paris Saint-Germain | Városi Sportcsarnok, Szeged Nézőszám: 3200 Játékvezetők: Madsen, Mortensen (DEN) |
| 2020. február 16. 17:00 | Cañellas 10 | (15–18)     | Hansen 7            | Városi Sportcsarnok, Szeged Nézőszám: 3200 Játékvezetők: Madsen, Mortensen (DEN) |
| 2020. február 16. 17:00 | 3× 1×       | Jegyzőkönyv | 3× 1×               | Városi Sportcsarnok, Szeged Nézőszám: 3200 Játékvezetők: Madsen, Mortensen (DEN) |

| 2020. február 19. 19:00 | Flensburg-Handewitt | 34–26       | Pick Szeged | Flens Arena, Flensburg Nézőszám: 4355 Játékvezetők: Gubica, Milošević (CRO) |
| 2020. február 19. 19:00 | Jurecki 6           | (17–11)     | Cañellas 5  | Flens Arena, Flensburg Nézőszám: 4355 Játékvezetők: Gubica, Milošević (CRO) |
| 2020. február 19. 19:00 | 5× 1×               | Jegyzőkönyv | 6× 2×       | Flens Arena, Flensburg Nézőszám: 4355 Játékvezetők: Gubica, Milošević (CRO) |

| 2020. február 22. 17:15 | Paris Saint-Germain | 31–25       | Elverum Håndball | Halle Georges Carpentier, Párizs Nézőszám: 3010 Játékvezetők: Stark, Ştefan (ROU) |
| 2020. február 22. 17:15 | Sagosen 8           | (17–13)     | Fredriksen 6     | Halle Georges Carpentier, Párizs Nézőszám: 3010 Játékvezetők: Stark, Ştefan (ROU) |
| 2020. február 22. 17:15 | 3× 1×               | Jegyzőkönyv | 4× 3×            | Halle Georges Carpentier, Párizs Nézőszám: 3010 Játékvezetők: Stark, Ştefan (ROU) |

| 2020. február 22. 18:00 | RK Zagreb | 31–30       | Aalborg    | Arena Zagreb, Zágráb Nézőszám: 2134 Játékvezetők: Andorka, Hucker (HUN) |
| 2020. február 22. 18:00 | Gadža 9   | (16–15)     | Smárason 7 | Arena Zagreb, Zágráb Nézőszám: 2134 Játékvezetők: Andorka, Hucker (HUN) |
| 2020. február 22. 18:00 | 6× 2×     | Jegyzőkönyv | 3× 1×      | Arena Zagreb, Zágráb Nézőszám: 2134 Játékvezetők: Andorka, Hucker (HUN) |

| 2020. február 23. 17:00 | RK Celje | 25–37       | FC Barcelona | Zlatorog Arena, Celje Nézőszám: 5400 Játékvezetők: Pavićević, Ražnatović (MNE) |
| 2020. február 23. 17:00 | Razgor 9 | (14–19)     | Dolenec 7    | Zlatorog Arena, Celje Nézőszám: 5400 Játékvezetők: Pavićević, Ražnatović (MNE) |
| 2020. február 23. 17:00 | 2× 2×    | Jegyzőkönyv | 4× 3×        | Zlatorog Arena, Celje Nézőszám: 5400 Játékvezetők: Pavićević, Ražnatović (MNE) |

| 2020. február 26. 19:00 | Flensburg-Handewitt | 29–26       | RK Celje        | Flens Arena, Flensburg Nézőszám: 4221 Játékvezetők: López, Ramírez (ESP) |
| 2020. február 26. 19:00 | Golla 8             | (15–12)     | Cokan, Razgor 6 | Flens Arena, Flensburg Nézőszám: 4221 Játékvezetők: López, Ramírez (ESP) |
| 2020. február 26. 19:00 | 2× 1×               | Jegyzőkönyv | 1× 1×           | Flens Arena, Flensburg Nézőszám: 4221 Játékvezetők: López, Ramírez (ESP) |

| 2020. február 29. 20:00 | FC Barcelona       | 30–28       | Pick Szeged | Palau Blaugrana, Barcelona Nézőszám: 3658 Játékvezetők: Lah, Sok (SLO) |
| 2020. február 29. 20:00 | Cindrić, Dolenec 7 | (13–15)     | Bodó 7      | Palau Blaugrana, Barcelona Nézőszám: 3658 Játékvezetők: Lah, Sok (SLO) |
| 2020. február 29. 20:00 | 4× 2×              | Jegyzőkönyv | 5× 2×       | Palau Blaugrana, Barcelona Nézőszám: 3658 Játékvezetők: Lah, Sok (SLO) |

| 2020. március 1. 16:50 | Aalborg       | 30–28       | Elverum Håndball | Gigantium, Aalborg Nézőszám: 4782 Játékvezetők: Mata, López (ESP) |
| 2020. március 1. 16:50 | Strandgaard 8 | (18–11)     | Sandell 7        | Gigantium, Aalborg Nézőszám: 4782 Játékvezetők: Mata, López (ESP) |
| 2020. március 1. 16:50 | 4× 2×         | Jegyzőkönyv | 5× 3×            | Gigantium, Aalborg Nézőszám: 4782 Játékvezetők: Mata, López (ESP) |

| 2020. március 1. 17:00 | Paris Saint-Germain | 37–26       | RK Zagreb | Halle Georges Carpentier, Párizs Nézőszám: 3010 Játékvezetők: Leandersson, Lindroos (FIN) |
| 2020. március 1. 17:00 | Sagosen 9           | (17–12)     | Božović 6 | Halle Georges Carpentier, Párizs Nézőszám: 3010 Játékvezetők: Leandersson, Lindroos (FIN) |
| 2020. március 1. 17:00 | 5× 2×               | Jegyzőkönyv | 5× 2×     | Halle Georges Carpentier, Párizs Nézőszám: 3010 Játékvezetők: Leandersson, Lindroos (FIN) |

### B csoport
| #  | Csapat              | M  | Gy | D | V  | G+  | G–  | Gk  | P  |
| -- | ------------------- | -- | -- | - | -- | --- | --- | --- | -- |
| 1. | Telekom Veszprém KC | 14 | 10 | 0 | 4  | 448 | 386 | +62 | 20 |
| 2. | THW Kiel            | 14 | 9  | 2 | 3  | 437 | 398 | +39 | 20 |
| 3. | Vive Tauron Kielce  | 14 | 8  | 2 | 4  | 421 | 389 | +32 | 18 |
| 4. | Montpellier         | 14 | 8  | 1 | 5  | 386 | 375 | +11 | 17 |
| 5. | Porto               | 14 | 6  | 2 | 6  | 400 | 410 | –10 | 14 |
| 6. | Vardar Szkopje      | 14 | 5  | 1 | 8  | 396 | 444 | –48 | 11 |
| 7. | Meskov Breszt       | 14 | 4  | 0 | 10 | 401 | 431 | –30 | 8  |
| 8. | Motor Zaporizzsja   | 14 | 1  | 2 | 11 | 406 | 462 | –56 | 4  |

| 2019. szeptember 14. 17:15 | Montpellier | 31–33       | Vardar Szkopje | Park&Suites Arena, Montpellier Nézőszám: 2700 Játékvezetők: Gjeding, Hansen (DEN) |
| 2019. szeptember 14. 17:15 | Porte 7     | (17–16)     | Skube 7        | Park&Suites Arena, Montpellier Nézőszám: 2700 Játékvezetők: Gjeding, Hansen (DEN) |
| 2019. szeptember 14. 17:15 | 5× 1×       | Jegyzőkönyv | 5×             | Park&Suites Arena, Montpellier Nézőszám: 2700 Játékvezetők: Gjeding, Hansen (DEN) |

| 2019. szeptember 14. 19:30 | Porto        | 27–25       | Meskov Breszt | Dragão Caixa, Porto Nézőszám: 1196 Játékvezetők: Pichon, Reveret (FRA) |
| 2019. szeptember 14. 19:30 | Branquinho 8 | (9–15)      | Ðukić 10      | Dragão Caixa, Porto Nézőszám: 1196 Játékvezetők: Pichon, Reveret (FRA) |
| 2019. szeptember 14. 19:30 | 4× 1×        | Jegyzőkönyv | 2× 1×         | Dragão Caixa, Porto Nézőszám: 1196 Játékvezetők: Pichon, Reveret (FRA) |

| 2019. szeptember 15. 17:00 | Telekom Veszprém KC | 40–28       | Motor Zaporizzsja        | Veszprém Aréna, Veszprém Nézőszám: 5019 Játékvezetők: Marín, García (ESP) |
| 2019. szeptember 15. 17:00 | Gajić, Tønnesen 6   | (17–13)     | Malašinskas, Puhovszki 6 | Veszprém Aréna, Veszprém Nézőszám: 5019 Játékvezetők: Marín, García (ESP) |
| 2019. szeptember 15. 17:00 | 4×                  | Jegyzőkönyv | 5× 2×                    | Veszprém Aréna, Veszprém Nézőszám: 5019 Játékvezetők: Marín, García (ESP) |

| 2019. szeptember 15. 19:00 | THW Kiel | 30–30       | Vive Tauron Kielce  | Sparkassen-Arena, Kiel Nézőszám: 8223 Játékvezetők: Lah, Sok (SLO) |
| 2019. szeptember 15. 19:00 | Bilyk 7  | (14–15)     | Dujsebajev, Kules 5 | Sparkassen-Arena, Kiel Nézőszám: 8223 Játékvezetők: Lah, Sok (SLO) |
| 2019. szeptember 15. 19:00 | 7× 2× 1× | Jegyzőkönyv | 8× 2×               | Sparkassen-Arena, Kiel Nézőszám: 8223 Játékvezetők: Lah, Sok (SLO) |

| 2019. szeptember 21. 17:30 | Meskov Breszt  | 25–27       | Montpellier  | Universal Sports Complex Victoria, Breszt Játékvezetők: Geipel, Helbig (GER) |
| 2019. szeptember 21. 17:30 | Ðukić, Panić 6 | (13–12)     | Richardson 7 | Universal Sports Complex Victoria, Breszt Játékvezetők: Geipel, Helbig (GER) |
| 2019. szeptember 21. 17:30 | 2× 2×          | Jegyzőkönyv | 3× 2×        | Universal Sports Complex Victoria, Breszt Játékvezetők: Geipel, Helbig (GER) |

| 2019. szeptember 21. 17:30 | Telekom Veszprém KC | 31–37       | THW Kiel   | Veszprém Aréna, Veszprém Nézőszám: 5019 Játékvezetők: Pavićević, Ražnatović (MNE) |
| 2019. szeptember 21. 17:30 | Nilsson, Jahja 5    | (13–16)     | Reinkind 8 | Veszprém Aréna, Veszprém Nézőszám: 5019 Játékvezetők: Pavićević, Ražnatović (MNE) |
| 2019. szeptember 21. 17:30 | 4× 3×               | Jegyzőkönyv | 2× 3×      | Veszprém Aréna, Veszprém Nézőszám: 5019 Játékvezetők: Pavićević, Ražnatović (MNE) |

| 2019. szeptember 22. 17:00 | Vardar Szkopje      | 32–27       | Porto        | Jane Sandanski Arena, Szkopje Nézőszám: 4800 Játékvezetők: Brkic, Jusufhodzic (AUT) |
| 2019. szeptember 22. 17:00 | Čupić, Krištopāns 7 | (14–16)     | Branquinho 6 | Jane Sandanski Arena, Szkopje Nézőszám: 4800 Játékvezetők: Brkic, Jusufhodzic (AUT) |
| 2019. szeptember 22. 17:00 | 3× 2×               | Jegyzőkönyv | 7× 3×        | Jane Sandanski Arena, Szkopje Nézőszám: 4800 Játékvezetők: Brkic, Jusufhodzic (AUT) |

| 2019. szeptember 22. 20:00 | Vive Tauron Kielce | 33–26       | Motor Zaporizzsja    | Hala Legionów, Kielce Nézőszám: 4000 Játékvezetők: Brunner, Salah (SUI) |
| 2019. szeptember 22. 20:00 | Karaljok 6         | (22–11)     | Puhovszki, Vujović 5 | Hala Legionów, Kielce Nézőszám: 4000 Játékvezetők: Brunner, Salah (SUI) |
| 2019. szeptember 22. 20:00 | 2× 3×              | Jegyzőkönyv | 5× 1×                | Hala Legionów, Kielce Nézőszám: 4000 Játékvezetők: Brunner, Salah (SUI) |

| 2019. szeptember 25. 19:00 | THW Kiel          | 31–23       | Meskov Breszt | Sparkassen-Arena, Kiel Nézőszám: 7506 Játékvezetők: Madsen, Mortensen (DEN) |
| 2019. szeptember 25. 19:00 | Dahmke, Wiencek 5 | (13–12)     | Panić 6       | Sparkassen-Arena, Kiel Nézőszám: 7506 Játékvezetők: Madsen, Mortensen (DEN) |
| 2019. szeptember 25. 19:00 | 1×                | Jegyzőkönyv | 2× 1×         | Sparkassen-Arena, Kiel Nézőszám: 7506 Játékvezetők: Madsen, Mortensen (DEN) |

| 2019. szeptember 28. 20:00 | Porto   | 33–30       | Vive Tauron Kielce | Dragão Caixa, Porto Nézőszám: 1701 Játékvezetők: López, Ramírez (ESP) |
| 2019. szeptember 28. 20:00 | Areia 8 | (15–12)     | Janc 7             | Dragão Caixa, Porto Nézőszám: 1701 Játékvezetők: López, Ramírez (ESP) |
| 2019. szeptember 28. 20:00 | 5× 3×   | Jegyzőkönyv | 2× 2×              | Dragão Caixa, Porto Nézőszám: 1701 Játékvezetők: López, Ramírez (ESP) |

| 2019. szeptember 29. 17:00 | Motor Zaporizzsja | 30–31       | Vardar Szkopje | Yunost Sport Hall, Zaporizzsja Nézőszám: 2600 Játékvezetők: Jurinović, Mrvica (CRO) |
| 2019. szeptember 29. 17:00 | Szoroka 8         | (18–16)     | Gyibirov 10    | Yunost Sport Hall, Zaporizzsja Nézőszám: 2600 Játékvezetők: Jurinović, Mrvica (CRO) |
| 2019. szeptember 29. 17:00 | 4× 3× 1×          | Jegyzőkönyv | 3× 2×          | Yunost Sport Hall, Zaporizzsja Nézőszám: 2600 Játékvezetők: Jurinović, Mrvica (CRO) |

| 2019. szeptember 29. 19:00 | Montpellier  | 23–18       | Telekom Veszprém KC | Park&Suites Arena, Montpellier Nézőszám: 3000 Játékvezetők: Zotin, Volodkov (RUS) |
| 2019. szeptember 29. 19:00 | Richardson 8 | (11–10)     | Mahé 5              | Park&Suites Arena, Montpellier Nézőszám: 3000 Játékvezetők: Zotin, Volodkov (RUS) |
| 2019. szeptember 29. 19:00 | 2× 3×        | Jegyzőkönyv | 3× 3×               | Park&Suites Arena, Montpellier Nézőszám: 3000 Játékvezetők: Zotin, Volodkov (RUS) |

| 2019. október 12. 17:30 | Vardar Szkopje | 20–31       | THW Kiel           | Jane Sandanski Arena, Szkopje Nézőszám: 5500 Játékvezetők: Brunner, Salah (SUI) |
| 2019. október 12. 17:30 | Gyibirov 5     | (4–16)      | Duvnjak, Pekeler 6 | Jane Sandanski Arena, Szkopje Nézőszám: 5500 Játékvezetők: Brunner, Salah (SUI) |
| 2019. október 12. 17:30 | 1× 2×          | Jegyzőkönyv | 3× 2×              | Jane Sandanski Arena, Szkopje Nézőszám: 5500 Játékvezetők: Brunner, Salah (SUI) |

| 2019. október 12. 18:00 | Vive Tauron Kielce | 27–29       | Montpellier          | Hala Legionów, Kielce Nézőszám: 4199 Játékvezetők: Gubica, Milošević (CRO) |
| 2019. október 12. 18:00 | Janc 7             | (12–14)     | Soussi, Villeminot 6 | Hala Legionów, Kielce Nézőszám: 4199 Játékvezetők: Gubica, Milošević (CRO) |
| 2019. október 12. 18:00 | 3× 1×              | Jegyzőkönyv | 3× 2×                | Hala Legionów, Kielce Nézőszám: 4199 Játékvezetők: Gubica, Milošević (CRO) |

| 2019. október 12. 18:30 | Meskov Breszt | 33–31       | Motor Zaporizzsja | Universal Sports Complex Victoria, Breszt Nézőszám: 2700 Játékvezetők: Jørum, Kleven (NOR) |
| 2019. október 12. 18:30 | Accambray 6   | (16–19)     | Malašinskas 9     | Universal Sports Complex Victoria, Breszt Nézőszám: 2700 Játékvezetők: Jørum, Kleven (NOR) |
| 2019. október 12. 18:30 | 3× 1×         | Jegyzőkönyv | 1× 1×             | Universal Sports Complex Victoria, Breszt Nézőszám: 2700 Játékvezetők: Jørum, Kleven (NOR) |

| 2019. október 13. 15:00 | Telekom Veszprém KC | 38–28       | Porto      | Veszprém Aréna, Veszprém Nézőszám: 4809 Játékvezetők: Sondors, Līcis (LAT) |
| 2019. október 13. 15:00 | Nilsson 8           | (19–16)     | Iturriza 6 | Veszprém Aréna, Veszprém Nézőszám: 4809 Játékvezetők: Sondors, Līcis (LAT) |
| 2019. október 13. 15:00 | 3× 2×               | Jegyzőkönyv | 2× 3×      | Veszprém Aréna, Veszprém Nézőszám: 4809 Játékvezetők: Sondors, Līcis (LAT) |

| 2019. október 19. 17:00 | Meskov Breszt | 27–31       | Vive Tauron Kielce | Universal Sports Complex Victoria, Breszt Nézőszám: 3100 Játékvezetők: Horáček, Novotný (CZE) |
| 2019. október 19. 17:00 | Accambray 6   | (9–15)      | Kules              | Universal Sports Complex Victoria, Breszt Nézőszám: 3100 Játékvezetők: Horáček, Novotný (CZE) |
| 2019. október 19. 17:00 | 5× 2× 1×      | Jegyzőkönyv | 6× 2×              | Universal Sports Complex Victoria, Breszt Nézőszám: 3100 Játékvezetők: Horáček, Novotný (CZE) |

| 2019. október 19. 17:15 | Montpellier | 30–33       | THW Kiel   | Park&Suites Arena, Montpellier Játékvezetők: Mažeika, Gatelis (LTU) |
| 2019. október 19. 17:15 | Grébille 8  | (16–17)     | Nilsson 11 | Park&Suites Arena, Montpellier Játékvezetők: Mažeika, Gatelis (LTU) |
| 2019. október 19. 17:15 | 2× 3×       | Jegyzőkönyv | 1× 1×      | Park&Suites Arena, Montpellier Játékvezetők: Mažeika, Gatelis (LTU) |

| 2019. október 19. 17:30 | Telekom Veszprém KC | 39–30       | Vardar Szkopje | Veszprém Aréna, Veszprém Játékvezetők: Pichon, Reveret (FRA) |
| 2019. október 19. 17:30 | Schmidt 8           | (21–17)     | Gyibirov 8     | Veszprém Aréna, Veszprém Játékvezetők: Pichon, Reveret (FRA) |
| 2019. október 19. 17:30 | 5× 2× 1×            | Jegyzőkönyv | 5× 2×          | Veszprém Aréna, Veszprém Játékvezetők: Pichon, Reveret (FRA) |

| 2019. október 19. 19:30 | Porto   | 35–35       | Motor Zaporizzsja | Dragão Caixa, Porto Nézőszám: 1465 Játékvezetők: Madsen, Mortensen (DEN) |
| 2019. október 19. 19:30 | Gomes 8 | (15–15)     | Puhovszki 12      | Dragão Caixa, Porto Nézőszám: 1465 Játékvezetők: Madsen, Mortensen (DEN) |
| 2019. október 19. 19:30 | 4× 1×   | Jegyzőkönyv | 6× 3×             | Dragão Caixa, Porto Nézőszám: 1465 Játékvezetők: Madsen, Mortensen (DEN) |

| 2019. november 2. 15:00 | Vive Tauron Kielce | 34–33       | Telekom Veszprém KC | Hala Legionów, Kielce Nézőszám: 4200 Játékvezetők: Gjeding, Hansen (DEN) |
| 2019. november 2. 15:00 | Dujsebajev 11      | (17–17)     | Gajić 7             | Hala Legionów, Kielce Nézőszám: 4200 Játékvezetők: Gjeding, Hansen (DEN) |
| 2019. november 2. 15:00 | 5× 2×              | Jegyzőkönyv | 7× 2×               | Hala Legionów, Kielce Nézőszám: 4200 Játékvezetők: Gjeding, Hansen (DEN) |

| 2019. november 2. 19:30 | Porto      | 23–23       | Montpellier | Dragão Caixa, Porto Nézőszám: 1989 Játékvezetők: López, Ramírez (ESP) |
| 2019. november 2. 19:30 | Iturriza 4 | (11–10)     | Duarte 6    | Dragão Caixa, Porto Nézőszám: 1989 Játékvezetők: López, Ramírez (ESP) |
| 2019. november 2. 19:30 | 4× 1×      | Jegyzőkönyv | 5× 1×       | Dragão Caixa, Porto Nézőszám: 1989 Játékvezetők: López, Ramírez (ESP) |

| 2019. november 3. 17:00 | Vardar Szkopje | 36–31       | Meskov Breszt | Jane Sandanski Arena, Szkopje Nézőszám: 4900 Játékvezetők: Elíasson, Pálsson (ISL) |
| 2019. november 3. 17:00 | Krištopāns 9   | (19–17)     | Vajlupav 9    | Jane Sandanski Arena, Szkopje Nézőszám: 4900 Játékvezetők: Elíasson, Pálsson (ISL) |
| 2019. november 3. 17:00 | 4× 3×          | Jegyzőkönyv | 8× 3×         | Jane Sandanski Arena, Szkopje Nézőszám: 4900 Játékvezetők: Elíasson, Pálsson (ISL) |

| 2019. november 3. 17:00 | Motor Zaporizzsja   | 27–30       | THW Kiel   | Yunost Sport Hall, Zaporizzsja Nézőszám: 3100 Játékvezetők: Kurtagic, Wetterwik (SWE) |
| 2019. november 3. 17:00 | Jaanimaa, Szoroka 5 | (13–15)     | Reinkind 7 | Yunost Sport Hall, Zaporizzsja Nézőszám: 3100 Játékvezetők: Kurtagic, Wetterwik (SWE) |
| 2019. november 3. 17:00 | 2× 2×               | Jegyzőkönyv | 1× 1×      | Yunost Sport Hall, Zaporizzsja Nézőszám: 3100 Játékvezetők: Kurtagic, Wetterwik (SWE) |

| 2019. november 9. 17:30 | Vardar Szkopje | 28–28       | Vive Tauron Kielce | Jane Sandanski Arena, Szkopje Nézőszám: 4900 Játékvezetők: Schulze, Tönnies (GER) |
| 2019. november 9. 17:30 | Skube 7        | (17–16)     | Janc 7             | Jane Sandanski Arena, Szkopje Nézőszám: 4900 Játékvezetők: Schulze, Tönnies (GER) |
| 2019. november 9. 17:30 | 4× 2×          | Jegyzőkönyv | 6×                 | Jane Sandanski Arena, Szkopje Nézőszám: 4900 Játékvezetők: Schulze, Tönnies (GER) |

| 2019. november 9. 18:30 | Meskov Breszt | 30–37       | Telekom Veszprém KC | Universal Sports Complex Victoria, Breszt Nézőszám: 2700 Játékvezetők: Gubica, Milošević (CRO) |
| 2019. november 9. 18:30 | Vajlupav 5    | (17–20)     | Gajić, Nenadić 8    | Universal Sports Complex Victoria, Breszt Nézőszám: 2700 Játékvezetők: Gubica, Milošević (CRO) |
| 2019. november 9. 18:30 | 4× 4×         | Jegyzőkönyv | 2× 1×               | Universal Sports Complex Victoria, Breszt Nézőszám: 2700 Játékvezetők: Gubica, Milošević (CRO) |

| 2019. november 10. 17:00 | Motor Zaporizzsja | 25–26       | Montpellier              | Yunost Sport Hall, Zaporizzsja Nézőszám: 2670 Játékvezetők: Lah, Sok (SLO) |
| 2019. november 10. 17:00 | Babicsav 7        | (17–12)     | Descat, Truchanovicius 5 | Yunost Sport Hall, Zaporizzsja Nézőszám: 2670 Játékvezetők: Lah, Sok (SLO) |
| 2019. november 10. 17:00 | 5× 3×             | Jegyzőkönyv | 5× 2×                    | Yunost Sport Hall, Zaporizzsja Nézőszám: 2670 Játékvezetők: Lah, Sok (SLO) |

| 2019. november 10. 19:00 | THW Kiel | 27–28       | Porto      | Sparkassen-Arena, Kiel Nézőszám: 8011 Játékvezetők: Jørum, Kleven (NOR) |
| 2019. november 10. 19:00 | Ekberg 7 | (14–13)     | Iturriza 6 | Sparkassen-Arena, Kiel Nézőszám: 8011 Játékvezetők: Jørum, Kleven (NOR) |
| 2019. november 10. 19:00 | 3× 1×    | Jegyzőkönyv | 4× 2× 1×   | Sparkassen-Arena, Kiel Nézőszám: 8011 Játékvezetők: Jørum, Kleven (NOR) |

| 2019. november 13. 20:00 | Porto      | 29–30       | THW Kiel    | Dragão Caixa, Porto Nézőszám: 1916 Játékvezetők: Elíasson, Pálsson (ISL) |
| 2019. november 13. 20:00 | Iturriza 6 | (16–14)     | M. Landin 9 | Dragão Caixa, Porto Nézőszám: 1916 Játékvezetők: Elíasson, Pálsson (ISL) |
| 2019. november 13. 20:00 | 3× 3×      | Jegyzőkönyv | 4× 4×       | Dragão Caixa, Porto Nézőszám: 1916 Játékvezetők: Elíasson, Pálsson (ISL) |

| 2019. november 16. 17:30 | Telekom Veszprém KC | 31–25       | Meskov Breszt | Veszprém Aréna, Veszprém Nézőszám: 5019 Játékvezetők: Brunovský, Čanda (SVK) |
| 2019. november 16. 17:30 | három játékos 5     | (14–14)     | Accambray 5   | Veszprém Aréna, Veszprém Nézőszám: 5019 Játékvezetők: Brunovský, Čanda (SVK) |
| 2019. november 16. 17:30 | 4× 1×               | Jegyzőkönyv | 1× 2×         | Veszprém Aréna, Veszprém Nézőszám: 5019 Játékvezetők: Brunovský, Čanda (SVK) |

| 2019. november 16. 18:00 | Vive Tauron Kielce  | 35–25       | Vardar Szkopje | Hala Legionów, Kielce Nézőszám: 4200 Játékvezetők: López, Ramírez (ESP) |
| 2019. november 16. 18:00 | Karačić, Karaljok 6 | (17–14)     | Gyibirov 9     | Hala Legionów, Kielce Nézőszám: 4200 Játékvezetők: López, Ramírez (ESP) |
| 2019. november 16. 18:00 | 4× 2×               | Jegyzőkönyv | 2× 1×          | Hala Legionów, Kielce Nézőszám: 4200 Játékvezetők: López, Ramírez (ESP) |

| 2019. november 17. 19:00 | Montpellier     | 34–30       | Motor Zaporizzsja | Park&Suites Arena, Montpellier Nézőszám: 3000 Játékvezetők: Pavićević, Ražnatović (MNE) |
| 2019. november 17. 19:00 | Descat, Lenne 8 | (16–15)     | Szoroka 5         | Park&Suites Arena, Montpellier Nézőszám: 3000 Játékvezetők: Pavićević, Ražnatović (MNE) |
| 2019. november 17. 19:00 | 4× 1×           | Jegyzőkönyv | 7× 1×             | Park&Suites Arena, Montpellier Nézőszám: 3000 Játékvezetők: Pavićević, Ražnatović (MNE) |

| 2019. november 20. 19:00 | THW Kiel | 32–32       | Motor Zaporizzsja | Sparkassen-Arena, Kiel Nézőszám: 7618 Játékvezetők: Baďura, Ondogrecula (SVK) |
| 2019. november 20. 19:00 | Ekberg 9 | (16–17)     | Puhovszki 10      | Sparkassen-Arena, Kiel Nézőszám: 7618 Játékvezetők: Baďura, Ondogrecula (SVK) |
| 2019. november 20. 19:00 | 1× 2×    | Jegyzőkönyv | 5× 2×             | Sparkassen-Arena, Kiel Nézőszám: 7618 Játékvezetők: Baďura, Ondogrecula (SVK) |

| 2019. november 23. 17:15 | Montpellier           | 22–27       | Porto     | Park&Suites Arena, Montpellier Nézőszám: 3010 Játékvezetők: Jurinović, Mrvica (CRO) |
| 2019. november 23. 17:15 | Simonet, Villeminot 5 | (10–14)     | Martins 7 | Park&Suites Arena, Montpellier Nézőszám: 3010 Játékvezetők: Jurinović, Mrvica (CRO) |
| 2019. november 23. 17:15 | 1× 2×                 | Jegyzőkönyv | 2× 2×     | Park&Suites Arena, Montpellier Nézőszám: 3010 Játékvezetők: Jurinović, Mrvica (CRO) |

| 2019. november 23. 17:30 | Meskov Breszt | 31–22       | Vardar Szkopje | Universal Sports Complex Victoria, Breszt Nézőszám: 2400 Játékvezetők: Pavićević, Ražnatović (MNE) |
| 2019. november 23. 17:30 | Vajlupav 12   | (12–13)     | Stoilov 6      | Universal Sports Complex Victoria, Breszt Nézőszám: 2400 Játékvezetők: Pavićević, Ražnatović (MNE) |
| 2019. november 23. 17:30 | 2× 1×         | Jegyzőkönyv | 3× 2×          | Universal Sports Complex Victoria, Breszt Nézőszám: 2400 Játékvezetők: Pavićević, Ražnatović (MNE) |

| 2019. november 23. 17:30 | Telekom Veszprém KC | 28–24       | Vive Tauron Kielce | Veszprém Aréna, Veszprém Nézőszám: 5125 Játékvezetők: Mažeika, Gatelis (LTU) |
| 2019. november 23. 17:30 | Nilsson 5           | (13–15)     | Karaljok 6         | Veszprém Aréna, Veszprém Nézőszám: 5125 Játékvezetők: Mažeika, Gatelis (LTU) |
| 2019. november 23. 17:30 | 8× 2×               | Jegyzőkönyv | 3× 3×              | Veszprém Aréna, Veszprém Nézőszám: 5125 Játékvezetők: Mažeika, Gatelis (LTU) |

| 2019. november 27. 18:00 | Motor Zaporizzsja | 33–29       | Porto               | Yunost Sport Hall, Zaporizzsja Nézőszám: 1800 Játékvezetők: Boričič, Marković (SRB) |
| 2019. november 27. 18:00 | Szoroka 10        | (19–16)     | Branquinho, Gomes 6 | Yunost Sport Hall, Zaporizzsja Nézőszám: 1800 Játékvezetők: Boričič, Marković (SRB) |
| 2019. november 27. 18:00 | 5× 2×             | Jegyzőkönyv | 6× 3× 1×            | Yunost Sport Hall, Zaporizzsja Nézőszám: 1800 Játékvezetők: Boričič, Marković (SRB) |

| 2019. november 30. 15:00 | Vive Tauron Kielce | 30–24       | Meskov Breszt | Hala Legionów, Kielce Nézőszám: 4200 Játékvezetők: Kurtagic, Wetterwik (SWE) |
| 2019. november 30. 15:00 | Janc 7             | (12–11)     | Accambray 6   | Hala Legionów, Kielce Nézőszám: 4200 Játékvezetők: Kurtagic, Wetterwik (SWE) |
| 2019. november 30. 15:00 | 6× 3×              | Jegyzőkönyv | 4× 1×         | Hala Legionów, Kielce Nézőszám: 4200 Játékvezetők: Kurtagic, Wetterwik (SWE) |

| 2019. november 30. 17:30 | THW Kiel | 33–32       | Montpellier | Sparkassen-Arena, Kiel Nézőszám: 9318 Játékvezetők: Horáček, Novotný (CZE) |
| 2019. november 30. 17:30 | Bilyk 8  | (16–19)     | Porte 7     | Sparkassen-Arena, Kiel Nézőszám: 9318 Játékvezetők: Horáček, Novotný (CZE) |
| 2019. november 30. 17:30 | 2× 1×    | Jegyzőkönyv | 8× 2× 1×    | Sparkassen-Arena, Kiel Nézőszám: 9318 Játékvezetők: Horáček, Novotný (CZE) |

| 2019. december 1. 17:00 | Vardar Szkopje | 29–38       | Telekom Veszprém KC | Jane Sandanski Arena, Szkopje Nézőszám: 5500 Játékvezetők: Madsen, Mortensen (DEN) |
| 2019. december 1. 17:00 | Atman 7        | (15–22)     | Nenadić 11          | Jane Sandanski Arena, Szkopje Nézőszám: 5500 Játékvezetők: Madsen, Mortensen (DEN) |
| 2019. december 1. 17:00 | 1× 2×          | Jegyzőkönyv | 4× 1×               | Jane Sandanski Arena, Szkopje Nézőszám: 5500 Játékvezetők: Madsen, Mortensen (DEN) |

| 2020. február 5. 19:00 | THW Kiel | 34–23       | Vardar Szkopje | Sparkassen-Arena, Kiel Nézőszám: 9024 Játékvezetők: Sondors, Līcis (LAT) |
| 2020. február 5. 19:00 | Ekberg 8 | (18–14)     | Krištopāns 6   | Sparkassen-Arena, Kiel Nézőszám: 9024 Játékvezetők: Sondors, Līcis (LAT) |
| 2020. február 5. 19:00 | 3× 3×    | Jegyzőkönyv | 3× 3×          | Sparkassen-Arena, Kiel Nézőszám: 9024 Játékvezetők: Sondors, Līcis (LAT) |

| 2020. február 8. 16:00 | Porto        | 24–31       | Telekom Veszprém KC | Dragão Caixa, Porto Nézőszám: 1726 Játékvezetők: Erdoğan, Özdeniz (TUR) |
| 2020. február 8. 16:00 | Branquinho 6 | (9–14)      | Borozan 7           | Dragão Caixa, Porto Nézőszám: 1726 Játékvezetők: Erdoğan, Özdeniz (TUR) |
| 2020. február 8. 16:00 | 3× 2× 1×     | Jegyzőkönyv | 3× 1×               | Dragão Caixa, Porto Nézőszám: 1726 Játékvezetők: Erdoğan, Özdeniz (TUR) |

| 2020. február 8. 17:15 | Montpellier | 25–24       | Vive Tauron Kielce | Park&Suites Arena, Montpellier Nézőszám: 3000 Játékvezetők: Nikolić, Stojković (SRB) |
| 2020. február 8. 17:15 | Descat 10   | (12–14)     | Kules, Moryto 5    | Park&Suites Arena, Montpellier Nézőszám: 3000 Játékvezetők: Nikolić, Stojković (SRB) |
| 2020. február 8. 17:15 | 5× 2×       | Jegyzőkönyv | 4× 1×              | Park&Suites Arena, Montpellier Nézőszám: 3000 Játékvezetők: Nikolić, Stojković (SRB) |

| 2020. február 9. 17:00 | Motor Zaporizzsja        | 33–36       | Meskov Breszt  | Yunost Sport Hall, Zaporizzsja Nézőszám: 2250 Játékvezetők: Vešović, Mitrović (MNE) |
| 2020. február 9. 17:00 | Malašinskas, Puhovszki 6 | (17–18)     | Skurinszkij 10 | Yunost Sport Hall, Zaporizzsja Nézőszám: 2250 Játékvezetők: Vešović, Mitrović (MNE) |
| 2020. február 9. 17:00 | 5× 2×                    | Jegyzőkönyv | 2× 1×          | Yunost Sport Hall, Zaporizzsja Nézőszám: 2250 Játékvezetők: Vešović, Mitrović (MNE) |

| 2020. február 12. 19:00 | THW Kiel | 29–28       | Telekom Veszprém KC | Sparkassen-Arena, Kiel Nézőszám: 10285 Játékvezetők: Jurinović, Mrvica (CRO) |
| 2020. február 12. 19:00 | Ekberg 8 | (15–15)     | Borozan, Nilsson 5  | Sparkassen-Arena, Kiel Nézőszám: 10285 Játékvezetők: Jurinović, Mrvica (CRO) |
| 2020. február 12. 19:00 | 1× 1×    | Jegyzőkönyv | 2× 3×               | Sparkassen-Arena, Kiel Nézőszám: 10285 Játékvezetők: Jurinović, Mrvica (CRO) |

| 2020. február 15. 15:00 | Vive Tauron Kielce | 30–25       | Porto                | Hala Legionów, Kielce Nézőszám: 4100 Játékvezetők: Covalciuc, Covalciuc (MDA) |
| 2020. február 15. 15:00 | Dujsebajev 7       | (12–12)     | Magalhães, Martins 5 | Hala Legionów, Kielce Nézőszám: 4100 Játékvezetők: Covalciuc, Covalciuc (MDA) |
| 2020. február 15. 15:00 | 1× 2×              | Jegyzőkönyv | 4× 3×                | Hala Legionów, Kielce Nézőszám: 4100 Játékvezetők: Covalciuc, Covalciuc (MDA) |

| 2020. február 15. 17:15 | Montpellier | 30–26       | Meskov Breszt | Park&Suites Arena, Montpellier Nézőszám: 3000 Játékvezetők: Brkic, Jusufhodzic (AUT) |
| 2020. február 15. 17:15 | Descat 11   | (16–14)     | Baranav 5     | Park&Suites Arena, Montpellier Nézőszám: 3000 Játékvezetők: Brkic, Jusufhodzic (AUT) |
| 2020. február 15. 17:15 | 3× 2×       | Jegyzőkönyv | 3× 3×         | Park&Suites Arena, Montpellier Nézőszám: 3000 Játékvezetők: Brkic, Jusufhodzic (AUT) |

| 2020. február 15. 17:30 | Vardar Szkopje | 38–28       | Motor Zaporizzsja | Jane Sandanski Arena, Szkopje Nézőszám: 4200 Játékvezetők: Mažeika, Gatelis (LTU) |
| 2020. február 15. 17:30 | Skube 7        | (16–11)     | Puhovszki 7       | Jane Sandanski Arena, Szkopje Nézőszám: 4200 Játékvezetők: Mažeika, Gatelis (LTU) |
| 2020. február 15. 17:30 | 2× 2× 1×       | Jegyzőkönyv | 4× 3×             | Jane Sandanski Arena, Szkopje Nézőszám: 4200 Játékvezetők: Mažeika, Gatelis (LTU) |

| 2020. február 20. 18:00 | Motor Zaporizzsja | 26–33       | Vive Tauron Kielce | Yunost Sport Hall, Zaporizzsja Nézőszám: 1600 Játékvezetők: Sondors, Līcis (LAT) |
| 2020. február 20. 18:00 | Kozakevics 5      | (14–19)     | Karaljok 8         | Yunost Sport Hall, Zaporizzsja Nézőszám: 1600 Játékvezetők: Sondors, Līcis (LAT) |
| 2020. február 20. 18:00 | 4× 2×             | Jegyzőkönyv | 5× 1×              | Yunost Sport Hall, Zaporizzsja Nézőszám: 1600 Játékvezetők: Sondors, Līcis (LAT) |

| 2020. február 22. 16:00 | Porto           | 30–22       | Vardar Szkopje | Dragão Caixa, Porto Nézőszám: 1711 Játékvezetők: Horváth, Marton (HUN) |
| 2020. február 22. 16:00 | három játékos 5 | (11–10)     | Siskarjov 7    | Dragão Caixa, Porto Nézőszám: 1711 Játékvezetők: Horváth, Marton (HUN) |
| 2020. február 22. 16:00 | 1× 3×           | Jegyzőkönyv | 3× 2×          | Dragão Caixa, Porto Nézőszám: 1711 Játékvezetők: Horváth, Marton (HUN) |

| 2020. február 22. 17:30 | Meskov Breszt | 33–30       | THW Kiel  | Universal Sports Complex Victoria, Breszt Nézőszám: 3300 Játékvezetők: Gasmi, Gasmi (FRA) |
| 2020. február 22. 17:30 | Vajlupav 11   | (16–13)     | Nilsson 8 | Universal Sports Complex Victoria, Breszt Nézőszám: 3300 Játékvezetők: Gasmi, Gasmi (FRA) |
| 2020. február 22. 17:30 | 1× 1×         | Jegyzőkönyv | 1× 1×     | Universal Sports Complex Victoria, Breszt Nézőszám: 3300 Játékvezetők: Gasmi, Gasmi (FRA) |

| 2020. február 23. 17:00 | Telekom Veszprém KC | 24–23       | Montpellier | Veszprém Aréna, Veszprém Nézőszám: 5019 Játékvezetők: Kurtagic, Wetterwik (SWE) |
| 2020. február 23. 17:00 | Gajić 7             | (16–14)     | Descat 6    | Veszprém Aréna, Veszprém Nézőszám: 5019 Játékvezetők: Kurtagic, Wetterwik (SWE) |
| 2020. február 23. 17:00 | 3× 1×               | Jegyzőkönyv | 1× 2×       | Veszprém Aréna, Veszprém Nézőszám: 5019 Játékvezetők: Kurtagic, Wetterwik (SWE) |

| 2020. február 29. 17:30 | Vardar Szkopje | 27–31       | Montpellier | Jane Sandanski Arena, Szkopje Nézőszám: 3500 Játékvezetők: Baďura, Ondogrecula (SVK) |
| 2020. február 29. 17:30 | Stoilov 7      | (13–14)     | Descat 8    | Jane Sandanski Arena, Szkopje Nézőszám: 3500 Játékvezetők: Baďura, Ondogrecula (SVK) |
| 2020. február 29. 17:30 | 2× 2×          | Jegyzőkönyv | 2× 2×       | Jane Sandanski Arena, Szkopje Nézőszám: 3500 Játékvezetők: Baďura, Ondogrecula (SVK) |

| 2020. február 29. 17:30 | Motor Zaporizzsja | 22–32       | Telekom Veszprém KC | Yunost Sport Hall, Zaporizzsja Nézőszám: 1200 Játékvezetők: Horáček, Novotný (CZE) |
| 2020. február 29. 17:30 | Deniszov 5        | (8–17)      | Gajić 5             | Yunost Sport Hall, Zaporizzsja Nézőszám: 1200 Játékvezetők: Horáček, Novotný (CZE) |
| 2020. február 29. 17:30 | 2× 2×             | Jegyzőkönyv | 2× 2×               | Yunost Sport Hall, Zaporizzsja Nézőszám: 1200 Játékvezetők: Horáček, Novotný (CZE) |

| 2020. február 29. 17:30 | Meskov Breszt | 32–35       | Porto   | Universal Sports Complex Victoria, Breszt Nézőszám: 3100 Játékvezetők: Nikolić, Stojković (SRB) |
| 2020. február 29. 17:30 | Malus 10      | (13–17)     | Alves 5 | Universal Sports Complex Victoria, Breszt Nézőszám: 3100 Játékvezetők: Nikolić, Stojković (SRB) |
| 2020. február 29. 17:30 | 3×            | Jegyzőkönyv | 6× 2×   | Universal Sports Complex Victoria, Breszt Nézőszám: 3100 Játékvezetők: Nikolić, Stojković (SRB) |

| 2020. február 29. 18:00 | Vive Tauron Kielce | 32–30       | THW Kiel | Hala Legionów, Kielce Nézőszám: 4200 Játékvezetők: Nikolov, Nachevski (MKD) |
| 2020. február 29. 18:00 | Dujsebajev 6       | (16–18)     | Ekberg 8 | Hala Legionów, Kielce Nézőszám: 4200 Játékvezetők: Nikolov, Nachevski (MKD) |
| 2020. február 29. 18:00 | 5× 2×              | Jegyzőkönyv | 5× 1×    | Hala Legionów, Kielce Nézőszám: 4200 Játékvezetők: Nikolov, Nachevski (MKD) |

### C csoport
| #  | Csapat            | M  | Gy | D | V | G+  | G–  | Gk  | P  |
| -- | ----------------- | -- | -- | - | - | --- | --- | --- | -- |
| 1. | CD Bidasoa        | 10 | 6  | 3 | 1 | 297 | 246 | +51 | 15 |
| 2. | Sporting          | 10 | 6  | 2 | 2 | 310 | 266 | +44 | 14 |
| 3. | IK Sävehof        | 10 | 6  | 0 | 4 | 268 | 278 | –10 | 12 |
| 4. | Tatran Prešov     | 10 | 3  | 1 | 6 | 260 | 279 | –19 | 7  |
| 5. | Eurofarm Rabotnik | 10 | 3  | 0 | 7 | 265 | 279 | –14 | 6  |
| 6. | Riihimäki Cocks   | 10 | 3  | 0 | 7 | 239 | 291 | –52 | 6  |

| 2019. szeptember 11. 18:00 | Riihimäki Cocks       | 25–30       | IK Sävehof  | Energia Areena, Vantaa Nézőszám: 1217 Játékvezetők: Covalciuc, Covalciuc (MDA) |
| 2019. szeptember 11. 18:00 | Lukyanchuk, Semenov 6 | (13–18)     | Bogojevic 8 | Energia Areena, Vantaa Nézőszám: 1217 Játékvezetők: Covalciuc, Covalciuc (MDA) |
| 2019. szeptember 11. 18:00 | 5× 1×                 | Jegyzőkönyv | 5× 1×       | Energia Areena, Vantaa Nézőszám: 1217 Játékvezetők: Covalciuc, Covalciuc (MDA) |

| 2019. szeptember 14. 18:00 | Tatran Prešov | 23–25       | CD Bidasoa  | City Hall Prešov, Eperjes Nézőszám: 2425 Játékvezetők: Andorka, Hucker (HUN) |
| 2019. szeptember 14. 18:00 | Grzentič 5    | (13–13)     | Odriozola 6 | City Hall Prešov, Eperjes Nézőszám: 2425 Játékvezetők: Andorka, Hucker (HUN) |
| 2019. szeptember 14. 18:00 | 3× 1×         | Jegyzőkönyv | 1×          | City Hall Prešov, Eperjes Nézőszám: 2425 Játékvezetők: Andorka, Hucker (HUN) |

| 2019. szeptember 15. 17:00 | Eurofarm Rabotnik  | 29–30       | Sporting   | Sports Hall Mladost, Bitola Nézőszám: 2100 Játékvezetők: Erdoğan, Özdeniz (TUR) |
| 2019. szeptember 15. 17:00 | Jotić, Osztrusko 5 | (16–15)     | Ghionea 10 | Sports Hall Mladost, Bitola Nézőszám: 2100 Játékvezetők: Erdoğan, Özdeniz (TUR) |
| 2019. szeptember 15. 17:00 | 2× 1×              | Jegyzőkönyv | 2×         | Sports Hall Mladost, Bitola Nézőszám: 2100 Játékvezetők: Erdoğan, Özdeniz (TUR) |

| 2019. szeptember 18. 19:00 | IK Sävehof          | 25–24       | Eurofarm Rabotnik | Partille Arena, Partille Nézőszám: 850 Játékvezetők: Bolic, Hurich (AUT) |
| 2019. szeptember 18. 19:00 | Karlsson, Sunajko 5 | (10–15)     | Jotić 8           | Partille Arena, Partille Nézőszám: 850 Játékvezetők: Bolic, Hurich (AUT) |
| 2019. szeptember 18. 19:00 | 3× 1×               | Jegyzőkönyv | 5× 1×             | Partille Arena, Partille Nézőszám: 850 Játékvezetők: Bolic, Hurich (AUT) |

| 2019. szeptember 21. 16:00 | CD Bidasoa | 34–19       | Riihimäki Cocks | Pabellón Polideportivo Artaleku, Irun Nézőszám: 1793 Játékvezetők: Opava, Válek (CZE) |
| 2019. szeptember 21. 16:00 | Zabala 5   | (17–11)     | Rönnberg 5      | Pabellón Polideportivo Artaleku, Irun Nézőszám: 1793 Játékvezetők: Opava, Válek (CZE) |
| 2019. szeptember 21. 16:00 | 2× 2×      | Jegyzőkönyv | 3× 2×           | Pabellón Polideportivo Artaleku, Irun Nézőszám: 1793 Játékvezetők: Opava, Válek (CZE) |

| 2019. szeptember 21. 19:30 | Sporting | 32–24       | Tatran Prešov | Pavilhão João Rocha, Lisszabon Nézőszám: 1868 Játékvezetők: Gousko, Repkin (BLR) |
| 2019. szeptember 21. 19:30 | Marzo 5  | (17–14)     | Urban 5       | Pavilhão João Rocha, Lisszabon Nézőszám: 1868 Játékvezetők: Gousko, Repkin (BLR) |
| 2019. szeptember 21. 19:30 | 1× 2×    | Jegyzőkönyv | 3× 2×         | Pavilhão João Rocha, Lisszabon Nézőszám: 1868 Játékvezetők: Gousko, Repkin (BLR) |

| 2019. szeptember 25. 18:00 | Riihimäki Cocks      | 29–27       | Tatran Prešov | Energia Areena, Vantaa Nézőszám: 787 Játékvezetők: Stark, Ştefan (ROU) |
| 2019. szeptember 25. 18:00 | Rönnberg, Tamminen 7 | (15–12)     | Cabezón 9     | Energia Areena, Vantaa Nézőszám: 787 Játékvezetők: Stark, Ştefan (ROU) |
| 2019. szeptember 25. 18:00 | 6× 3× 1×             | Jegyzőkönyv | 3× 2×         | Energia Areena, Vantaa Nézőszám: 787 Játékvezetők: Stark, Ştefan (ROU) |

| 2019. szeptember 26. 19:00 | IK Sävehof   | 29–24       | Sporting        | Partille Arena, Partille Nézőszám: 800 Játékvezetők: Manea, Iliescu (ROU) |
| 2019. szeptember 26. 19:00 | Edvardsson 6 | (13–10)     | Araújo, Marzo 4 | Partille Arena, Partille Nézőszám: 800 Játékvezetők: Manea, Iliescu (ROU) |
| 2019. szeptember 26. 19:00 | 3× 3×        | Jegyzőkönyv | 3× 2×           | Partille Arena, Partille Nézőszám: 800 Játékvezetők: Manea, Iliescu (ROU) |

| 2019. szeptember 29. 12:10 | CD Bidasoa    | 26–25       | Eurofarm Rabotnik | Pabellón Polideportivo Artaleku, Irun Nézőszám: 1698 Játékvezetők: Cindrić, Gonzurek (CRO) |
| 2019. szeptember 29. 12:10 | de la Salud 8 | (11–14)     | Osztrusko 9       | Pabellón Polideportivo Artaleku, Irun Nézőszám: 1698 Játékvezetők: Cindrić, Gonzurek (CRO) |
| 2019. szeptember 29. 12:10 | 1× 2×         | Jegyzőkönyv | 3× 2× 1×          | Pabellón Polideportivo Artaleku, Irun Nézőszám: 1698 Játékvezetők: Cindrić, Gonzurek (CRO) |

| 2019. október 12. 18:30 | Tatran Prešov | 23–28       | IK Sävehof | City Hall Prešov, Eperjes Játékvezetők: Baumgart, Wild (GER) |
| 2019. október 12. 18:30 | Cabezón 8     | (10–16)     | Salihi 11  | City Hall Prešov, Eperjes Játékvezetők: Baumgart, Wild (GER) |
| 2019. október 12. 18:30 | 3× 3×         | Jegyzőkönyv | 3× 3×      | City Hall Prešov, Eperjes Játékvezetők: Baumgart, Wild (GER) |

| 2019. október 12. 19:30 | Sporting  | 30–30       | CD Bidasoa | Pavilhão João Rocha, Lisszabon Nézőszám: 1653 Játékvezetők: Gasmi, Gasmi (FRA) |
| 2019. október 12. 19:30 | Ghionea 7 | (16–17)     | Salinas 8  | Pavilhão João Rocha, Lisszabon Nézőszám: 1653 Játékvezetők: Gasmi, Gasmi (FRA) |
| 2019. október 12. 19:30 | 3× 1×     | Jegyzőkönyv | 1× 2×      | Pavilhão João Rocha, Lisszabon Nézőszám: 1653 Játékvezetők: Gasmi, Gasmi (FRA) |

| 2019. október 13. 17:00 | Eurofarm Rabotnik | 31–30       | Riihimäki Cocks | Sports Hall Mladost, Bitola Nézőszám: 2500 Játékvezetők: Andorka, Hucker (HUN) |
| 2019. október 13. 17:00 | Osztrusko 8       | (17–13)     | Tamminen 6      | Sports Hall Mladost, Bitola Nézőszám: 2500 Játékvezetők: Andorka, Hucker (HUN) |
| 2019. október 13. 17:00 | 4× 2×             | Jegyzőkönyv | 4× 2×           | Sports Hall Mladost, Bitola Nézőszám: 2500 Játékvezetők: Andorka, Hucker (HUN) |

| 2019. október 20. 12:10 | CD Bidasoa | 39–23       | IK Sävehof | Pabellón Polideportivo Artaleku, Irun Nézőszám: 1910 Játékvezetők: Vešović, Mitrović (MNE) |
| 2019. október 20. 12:10 | Azkue 8    | (21–12)     | Blanche 5  | Pabellón Polideportivo Artaleku, Irun Nézőszám: 1910 Játékvezetők: Vešović, Mitrović (MNE) |
| 2019. október 20. 12:10 | 2× 3×      | Jegyzőkönyv | 4× 2×      | Pabellón Polideportivo Artaleku, Irun Nézőszám: 1910 Játékvezetők: Vešović, Mitrović (MNE) |

| 2019. október 20. 17:00 | Eurofarm Rabotnik | 23–24       | Tatran Prešov | Sports Hall Mladost, Bitola Nézőszám: 3000 Játékvezetők: Leszczyński, Piechota (POL) |
| 2019. október 20. 17:00 | Osztrusko 8       | (14–13)     | Rábek 7       | Sports Hall Mladost, Bitola Nézőszám: 3000 Játékvezetők: Leszczyński, Piechota (POL) |
| 2019. október 20. 17:00 | 4× 2×             | Jegyzőkönyv | 4× 3×         | Sports Hall Mladost, Bitola Nézőszám: 3000 Játékvezetők: Leszczyński, Piechota (POL) |

| 2019. október 20. 17:00 | Riihimäki Cocks | 25–23       | Sporting  | Energia Areena, Vantaa Nézőszám: 787 Játékvezetők: Boričič, Marković (SRB) |
| 2019. október 20. 17:00 | Tamminen 6      | (12–11)     | Ghionea 5 | Energia Areena, Vantaa Nézőszám: 787 Játékvezetők: Boričič, Marković (SRB) |
| 2019. október 20. 17:00 | 5× 2× 1×        | Jegyzőkönyv | 3× 1×     | Energia Areena, Vantaa Nézőszám: 787 Játékvezetők: Boričič, Marković (SRB) |

| 2019. november 2. 16:00 | IK Sävehof   | 24–33       | CD Bidasoa | Partille Arena, Partille Nézőszám: 1284 Játékvezetők: Konjičanin, Konjičanin (BIH) |
| 2019. november 2. 16:00 | Edvardsson 5 | (9–20)      | Salinas 5  | Partille Arena, Partille Nézőszám: 1284 Játékvezetők: Konjičanin, Konjičanin (BIH) |
| 2019. november 2. 16:00 | 5×           | Jegyzőkönyv | 3× 2× 1×   | Partille Arena, Partille Nézőszám: 1284 Játékvezetők: Konjičanin, Konjičanin (BIH) |

| 2019. november 2. 17:30 | Sporting | 39–29       | Riihimäki Cocks | Pavilhão João Rocha, Lisszabon Nézőszám: 1205 Játékvezetők: Bolic, Hurich (AUT) |
| 2019. november 2. 17:30 | Marzo 11 | (23–15)     | Tamminen 11     | Pavilhão João Rocha, Lisszabon Nézőszám: 1205 Játékvezetők: Bolic, Hurich (AUT) |
| 2019. november 2. 17:30 | 4× 1×    | Jegyzőkönyv | 5× 1×           | Pavilhão João Rocha, Lisszabon Nézőszám: 1205 Játékvezetők: Bolic, Hurich (AUT) |

| 2019. november 2. 18:00 | Tatran Prešov | 31–29       | Eurofarm Rabotnik | City Hall Prešov, Eperjes Nézőszám: 1124 Játékvezetők: Gasmi, Gasmi (FRA) |
| 2019. november 2. 18:00 | Rábek 7       | (15–14)     | Osztrusko 8       | City Hall Prešov, Eperjes Nézőszám: 1124 Játékvezetők: Gasmi, Gasmi (FRA) |
| 2019. november 2. 18:00 | 3×            | Jegyzőkönyv | 5× 2×             | City Hall Prešov, Eperjes Nézőszám: 1124 Játékvezetők: Gasmi, Gasmi (FRA) |

| 2019. november 9. 16:00 | CD Bidasoa     | 27–27       | Tatran Prešov  | Pabellón Polideportivo Artaleku, Irun Nézőszám: 1910 Játékvezetők: Simone, Monitillo (ITA) |
| 2019. november 9. 16:00 | Renaud-David 6 | (12–15)     | Rábek, Urban 6 | Pabellón Polideportivo Artaleku, Irun Nézőszám: 1910 Játékvezetők: Simone, Monitillo (ITA) |
| 2019. november 9. 16:00 | 2× 1×          | Jegyzőkönyv | 5× 1×          | Pabellón Polideportivo Artaleku, Irun Nézőszám: 1910 Játékvezetők: Simone, Monitillo (ITA) |

| 2019. november 9. 18:30 | IK Sävehof    | 28–22       | Riihimäki Cocks | Partille Arena, Partille Nézőszám: 1592 Játékvezetők: Cindrić, Gonzurek (CRO) |
| 2019. november 9. 18:30 | Brännberger 6 | (12–8)      | négy játékos 5  | Partille Arena, Partille Nézőszám: 1592 Játékvezetők: Cindrić, Gonzurek (CRO) |
| 2019. november 9. 18:30 | 2× 3×         | Jegyzőkönyv | 5× 2×           | Partille Arena, Partille Nézőszám: 1592 Játékvezetők: Cindrić, Gonzurek (CRO) |

| 2019. november 9. 19:30 | Sporting | 36–26       | Eurofarm Rabotnik | Pavilhão João Rocha, Lisszabon Nézőszám: 1341 Játékvezetők: Baumgart, Wild (GER) |
| 2019. november 9. 19:30 | Rocha 7  | (17–11)     | Jotić 8           | Pavilhão João Rocha, Lisszabon Nézőszám: 1341 Játékvezetők: Baumgart, Wild (GER) |
| 2019. november 9. 19:30 | 2× 2×    | Jegyzőkönyv | 4× 3×             | Pavilhão João Rocha, Lisszabon Nézőszám: 1341 Játékvezetők: Baumgart, Wild (GER) |

| 2019. november 13. 18:00 | Tatran Prešov | 22–37       | Sporting  | City Hall Prešov, Eperjes Nézőszám: 1400 Játékvezetők: Vešović, Mitrović (MNE) |
| 2019. november 13. 18:00 | Urban 6       | (10–16)     | Ghionea 8 | City Hall Prešov, Eperjes Nézőszám: 1400 Játékvezetők: Vešović, Mitrović (MNE) |
| 2019. november 13. 18:00 | 5× 2×         | Jegyzőkönyv | 4× 1×     | City Hall Prešov, Eperjes Nézőszám: 1400 Játékvezetők: Vešović, Mitrović (MNE) |

| 2019. november 17. 17:00 | Eurofarm Rabotnik | 32–31       | IK Sävehof  | Sports Hall Mladost, Bitola Nézőszám: 2000 Játékvezetők: Nabokau, Kulik (BLR) |
| 2019. november 17. 17:00 | három játékos 6   | (18–12)     | Bogojevic 9 | Sports Hall Mladost, Bitola Nézőszám: 2000 Játékvezetők: Nabokau, Kulik (BLR) |
| 2019. november 17. 17:00 | 2× 2×             | Jegyzőkönyv | 4× 2×       | Sports Hall Mladost, Bitola Nézőszám: 2000 Játékvezetők: Nabokau, Kulik (BLR) |

| 2019. november 17. 17:00 | Riihimäki Cocks | 18–28       | CD Bidasoa                | Energia Areena, Vantaa Nézőszám: 757 Játékvezetők: Manea, Iliescu (ROU) |
| 2019. november 17. 17:00 | Tamminen 5      | (9–12)      | Odriozola, Renaud-David 7 | Energia Areena, Vantaa Nézőszám: 757 Játékvezetők: Manea, Iliescu (ROU) |
| 2019. november 17. 17:00 | 5× 2×           | Jegyzőkönyv | 1×                        | Energia Areena, Vantaa Nézőszám: 757 Játékvezetők: Manea, Iliescu (ROU) |

| 2019. november 20. 18:00 | Riihimäki Cocks | 23–21       | Eurofarm Rabotnik | Energia Areena, Vantaa Nézőszám: 575 Játékvezetők: Backović, Palačković (SLO) |
| 2019. november 20. 18:00 | Tamminen 6      | (13–13)     | Jotić 5           | Energia Areena, Vantaa Nézőszám: 575 Játékvezetők: Backović, Palačković (SLO) |
| 2019. november 20. 18:00 | 5× 2×           | Jegyzőkönyv | 3× 3×             | Energia Areena, Vantaa Nézőszám: 575 Játékvezetők: Backović, Palačković (SLO) |

| 2019. november 23. 16:00 | IK Sävehof   | 30–29       | Tatran Prešov | Partille Arena, Partille Nézőszám: 1012 Játékvezetők: Vitaku, Vitaku (KOS) |
| 2019. november 23. 16:00 | Bogojevic 12 | (16–16)     | Gatine 7      | Partille Arena, Partille Nézőszám: 1012 Játékvezetők: Vitaku, Vitaku (KOS) |
| 2019. november 23. 16:00 | 3× 2×        | Jegyzőkönyv | 2× 2×         | Partille Arena, Partille Nézőszám: 1012 Játékvezetők: Vitaku, Vitaku (KOS) |

| 2019. november 23. 16:00 | CD Bidasoa  | 32–32       | Sporting | Pabellón Polideportivo Artaleku, Irun Nézőszám: 1925 Játékvezetők: Madsen, Mortensen (DEN) |
| 2019. november 23. 16:00 | Odriozola 8 | (16–16)     | Marzo 9  | Pabellón Polideportivo Artaleku, Irun Nézőszám: 1925 Játékvezetők: Madsen, Mortensen (DEN) |
| 2019. november 23. 16:00 | 2×          | Jegyzőkönyv | 5×       | Pabellón Polideportivo Artaleku, Irun Nézőszám: 1925 Játékvezetők: Madsen, Mortensen (DEN) |

| 2019. november 30. 17:30 | Eurofarm Rabotnik | 25–23       | CD Bidasoa | Sports Hall Mladost, Bitola Nézőszám: 1950 Játékvezetők: Brkic, Jusufhodzic (AUT) |
| 2019. november 30. 17:30 | Osztrusko 8       | (14–15)     | Seri 9     | Sports Hall Mladost, Bitola Nézőszám: 1950 Játékvezetők: Brkic, Jusufhodzic (AUT) |
| 2019. november 30. 17:30 | 3× 2×             | Jegyzőkönyv | 2× 2×      | Sports Hall Mladost, Bitola Nézőszám: 1950 Játékvezetők: Brkic, Jusufhodzic (AUT) |

| 2019. november 30. 18:00 | Sporting | 27–20       | IK Sävehof | Pavilhão João Rocha, Lisszabon Nézőszám: 2564 Játékvezetők: Zotin, Volodkov (RUS) |
| 2019. november 30. 18:00 | Frade 6  | (14–9)      | Karlsson 5 | Pavilhão João Rocha, Lisszabon Nézőszám: 2564 Játékvezetők: Zotin, Volodkov (RUS) |
| 2019. november 30. 18:00 | 3× 1×    | Jegyzőkönyv | 3× 2×      | Pavilhão João Rocha, Lisszabon Nézőszám: 2564 Játékvezetők: Zotin, Volodkov (RUS) |

| 2019. november 30. 18:00 | Tatran Prešov | 30–19       | Riihimäki Cocks | City Hall Prešov, Eperjes Nézőszám: 1026 Játékvezetők: Jerlecki, Labun (POL) |
| 2019. november 30. 18:00 | Cabezón 8     | (15–11)     | Tamminen 8      | City Hall Prešov, Eperjes Nézőszám: 1026 Játékvezetők: Jerlecki, Labun (POL) |
| 2019. november 30. 18:00 | 5× 1×         | Jegyzőkönyv | 5× 3×           | City Hall Prešov, Eperjes Nézőszám: 1026 Játékvezetők: Jerlecki, Labun (POL) |

### D csoport
| #  | Csapat                | M  | Gy | D | V | G+  | G–  | Gk  | P  |
| -- | --------------------- | -- | -- | - | - | --- | --- | --- | -- |
| 1. | Dinamo București      | 10 | 7  | 3 | 0 | 298 | 256 | +42 | 17 |
| 2. | Wisła Płock           | 10 | 5  | 1 | 4 | 267 | 260 | +7  | 11 |
| 3. | GOG Håndbold          | 10 | 4  | 1 | 5 | 310 | 319 | –9  | 9  |
| 4. | IFK Kristianstad      | 10 | 3  | 3 | 4 | 283 | 298 | –15 | 9  |
| 5. | Csehovszkije Medvegyi | 10 | 4  | 0 | 6 | 280 | 308 | –28 | 8  |
| 6. | Kadetten Schaffhausen | 10 | 2  | 2 | 6 | 280 | 277 | +3  | 6  |

| 2019. szeptember 12. 20:15 | Kadetten Schaffhausen | 28–28       | Dinamo București | BBC-Arena, Schaffhausen Nézőszám: 873 Játékvezetők: Baumgart, Wild (GER) |
| 2019. szeptember 12. 20:15 | Maros, Šešum 6        | (14–15)     | Bannour, Kuduz 5 | BBC-Arena, Schaffhausen Nézőszám: 873 Játékvezetők: Baumgart, Wild (GER) |
| 2019. szeptember 12. 20:15 | 4× 3×                 | Jegyzőkönyv | 4× 2× 1×         | BBC-Arena, Schaffhausen Nézőszám: 873 Játékvezetők: Baumgart, Wild (GER) |

| 2019. szeptember 14. 15:00 | Csehovszkije Medvegyi  | 25–23       | Wisła Płock | Olimpiysky Sport Palace, Csehov Nézőszám: 1800 Játékvezetők: Baďura, Ondogrecula (SVK) |
| 2019. szeptember 14. 15:00 | Kiszeljov, Szantalov 6 | (9–7)       | Matulić 5   | Olimpiysky Sport Palace, Csehov Nézőszám: 1800 Játékvezetők: Baďura, Ondogrecula (SVK) |
| 2019. szeptember 14. 15:00 | 2× 1×                  | Jegyzőkönyv | 5× 3×       | Olimpiysky Sport Palace, Csehov Nézőszám: 1800 Játékvezetők: Baďura, Ondogrecula (SVK) |

| 2019. szeptember 15. 17:00 | IFK Kristianstad | 24–33       | GOG Håndbold | Kristianstad Arena, Kristianstad Nézőszám: 3382 Játékvezetők: Jørum, Kleven (NOR) |
| 2019. szeptember 15. 17:00 | Einarsson 6      | (14–17)     | Jakobsen 8   | Kristianstad Arena, Kristianstad Nézőszám: 3382 Játékvezetők: Jørum, Kleven (NOR) |
| 2019. szeptember 15. 17:00 | 2× 1×            | Jegyzőkönyv | 2× 1×        | Kristianstad Arena, Kristianstad Nézőszám: 3382 Játékvezetők: Jørum, Kleven (NOR) |

| 2019. szeptember 18. 17:00 | Dinamo București | 28–25       | IFK Kristianstad | Dinamo Polyvalent Hall, Bukarest Nézőszám: 2000 Játékvezetők: Álvarez, Bustamante (ESP) |
| 2019. szeptember 18. 17:00 | Asoltanei 6      | (13–10)     | Halén 5          | Dinamo Polyvalent Hall, Bukarest Nézőszám: 2000 Játékvezetők: Álvarez, Bustamante (ESP) |
| 2019. szeptember 18. 17:00 | 5×               | Jegyzőkönyv | 5× 2×            | Dinamo Polyvalent Hall, Bukarest Nézőszám: 2000 Játékvezetők: Álvarez, Bustamante (ESP) |

| 2019. szeptember 21. 15:00 | Wisła Płock | 27–23       | Kadetten Schaffhausen | Orlen Arena, Płock Nézőszám: 2540 Játékvezetők: Boričič, Marković (SRB) |
| 2019. szeptember 21. 15:00 | Stenmalm 5  | (16–12)     | Frimmel 4             | Orlen Arena, Płock Nézőszám: 2540 Játékvezetők: Boričič, Marković (SRB) |
| 2019. szeptember 21. 15:00 | 5× 3×       | Jegyzőkönyv | 3× 2×                 | Orlen Arena, Płock Nézőszám: 2540 Játékvezetők: Boričič, Marković (SRB) |

| 2019. szeptember 22. 15:10 | GOG Håndbold      | 38–31       | Csehovszkije Medvegyi | Jyske Bank Arena, Odense Nézőszám: 3245 Játékvezetők: Konjičanin, Konjičanin (BIH) |
| 2019. szeptember 22. 15:10 | Møller, Tilsted 6 | (20–15)     | Koszorotov 5          | Jyske Bank Arena, Odense Nézőszám: 3245 Játékvezetők: Konjičanin, Konjičanin (BIH) |
| 2019. szeptember 22. 15:10 | 7× 2×             | Jegyzőkönyv | 5× 2×                 | Jyske Bank Arena, Odense Nézőszám: 3245 Játékvezetők: Konjičanin, Konjičanin (BIH) |

| 2019. szeptember 25. 18:00 | Dinamo București | 35–28       | GOG Håndbold | Dinamo Polyvalent Hall, Bukarest Nézőszám: 2200 Játékvezetők: Sondors, Līcis (LAT) |
| 2019. szeptember 25. 18:00 | Bannour 11       | (17–12)     | Jakobsen 8   | Dinamo Polyvalent Hall, Bukarest Nézőszám: 2200 Játékvezetők: Sondors, Līcis (LAT) |
| 2019. szeptember 25. 18:00 | 5× 2×            | Jegyzőkönyv | 2× 2×        | Dinamo Polyvalent Hall, Bukarest Nézőszám: 2200 Játékvezetők: Sondors, Līcis (LAT) |

| 2019. szeptember 29. 17:30 | Wisła Płock | 36–29       | IFK Kristianstad | Orlen Arena, Płock Nézőszám: 2500 Játékvezetők: Mitrevski, Todorovski (MKD) |
| 2019. szeptember 29. 17:30 | Igropulo 6  | (19–13)     | Guðmundsson 12   | Orlen Arena, Płock Nézőszám: 2500 Játékvezetők: Mitrevski, Todorovski (MKD) |
| 2019. szeptember 29. 17:30 | 5× 2×       | Jegyzőkönyv | 3× 2×            | Orlen Arena, Płock Nézőszám: 2500 Játékvezetők: Mitrevski, Todorovski (MKD) |

| 2019. szeptember 29. 19:00 | Kadetten Schaffhausen | 32–23       | Csehovszkije Medvegyi | BBC-Arena, Schaffhausen Nézőszám: 839 Játékvezetők: Vešović, Mitrović (MNE) |
| 2019. szeptember 29. 19:00 | Gerbl, Šešum 5        | (15–10)     | Kotov 4               | BBC-Arena, Schaffhausen Nézőszám: 839 Játékvezetők: Vešović, Mitrović (MNE) |
| 2019. szeptember 29. 19:00 | 2× 2×                 | Jegyzőkönyv | 6× 2× 1×              | BBC-Arena, Schaffhausen Nézőszám: 839 Játékvezetők: Vešović, Mitrović (MNE) |

| 2019. október 10. 19:00 | IFK Kristianstad | 24–24       | Kadetten Schaffhausen | Kristianstad Arena, Kristianstad Nézőszám: 3042 Játékvezetők: Brunovský, Čanda (SVK) |
| 2019. október 10. 19:00 | Guðmundsson 9    | (11–15)     | Császár 7             | Kristianstad Arena, Kristianstad Nézőszám: 3042 Játékvezetők: Brunovský, Čanda (SVK) |
| 2019. október 10. 19:00 | 1× 2×            | Jegyzőkönyv | 3× 2×                 | Kristianstad Arena, Kristianstad Nézőszám: 3042 Játékvezetők: Brunovský, Čanda (SVK) |

| 2019. október 12. 15:00 | Csehovszkije Medvegyi | 20–30       | Dinamo București | Olimpiysky Sport Palace, Csehov Nézőszám: 1020 Játékvezetők: Erdoğan, Özdeniz (TUR) |
| 2019. október 12. 15:00 | három játékos 4       | (10–16)     | Kuduz 6          | Olimpiysky Sport Palace, Csehov Nézőszám: 1020 Játékvezetők: Erdoğan, Özdeniz (TUR) |
| 2019. október 12. 15:00 | 3× 2× 1×              | Jegyzőkönyv | 7× 1×            | Olimpiysky Sport Palace, Csehov Nézőszám: 1020 Játékvezetők: Erdoğan, Özdeniz (TUR) |

| 2019. október 13. 16:50 | GOG Håndbold | 28–27       | Wisła Płock       | Jyske Bank Arena, Odense Nézőszám: 3642 Játékvezetők: Covalciuc, Covalciuc (MDA) |
| 2019. október 13. 16:50 | Jakobsen 7   | (16–14)     | Igropulo, Mihić 5 | Jyske Bank Arena, Odense Nézőszám: 3642 Játékvezetők: Covalciuc, Covalciuc (MDA) |
| 2019. október 13. 16:50 | 4× 2×        | Jegyzőkönyv | 6× 2×             | Jyske Bank Arena, Odense Nézőszám: 3642 Játékvezetők: Covalciuc, Covalciuc (MDA) |

| 2019. október 19. 18:00 | IFK Kristianstad | 36–28       | Csehovszkije Medvegyi | Kristianstad Arena, Kristianstad Nézőszám: 3116 Játékvezetők: Caçador, Nicolau (POR) |
| 2019. október 19. 18:00 | Nyfjäll 8        | (19–13)     | Kotov 5               | Kristianstad Arena, Kristianstad Nézőszám: 3116 Játékvezetők: Caçador, Nicolau (POR) |
| 2019. október 19. 18:00 | 5× 2×            | Jegyzőkönyv | 2× 1×                 | Kristianstad Arena, Kristianstad Nézőszám: 3116 Játékvezetők: Caçador, Nicolau (POR) |

| 2019. október 20. 15:10 | GOG Håndbold | 35–30       | Kadetten Schaffhausen | Jyske Bank Arena, Odense Nézőszám: 3845 Játékvezetők: Álvarez, Bustamante (ESP) |
| 2019. október 20. 15:10 | Jakobsen 7   | (18–15)     | Schelker 7            | Jyske Bank Arena, Odense Nézőszám: 3845 Játékvezetők: Álvarez, Bustamante (ESP) |
| 2019. október 20. 15:10 | 4× 2×        | Jegyzőkönyv | 6× 1×                 | Jyske Bank Arena, Odense Nézőszám: 3845 Játékvezetők: Álvarez, Bustamante (ESP) |

| 2019. október 20. 17:30 | Wisła Płock       | 26–26       | Dinamo București | Orlen Arena, Płock Nézőszám: 3500 Játékvezetők: Horváth, Marton (HUN) |
| 2019. október 20. 17:30 | Mihić, Mindegía 7 | (13–12)     | Negru 5          | Orlen Arena, Płock Nézőszám: 3500 Játékvezetők: Horváth, Marton (HUN) |
| 2019. október 20. 17:30 | 5× 2×             | Jegyzőkönyv | 6× 3×            | Orlen Arena, Płock Nézőszám: 3500 Játékvezetők: Horváth, Marton (HUN) |

| 2019. október 30. 18:00 | Dinamo București | 29–20       | Wisła Płock | Dinamo Polyvalent Hall, Bukarest Nézőszám: 2100 Játékvezetők: Pandžić, Mošorinski (SRB) |
| 2019. október 30. 18:00 | Alouini, Kuduz 6 | (13–10)     | Mlakar 5    | Dinamo Polyvalent Hall, Bukarest Nézőszám: 2100 Játékvezetők: Pandžić, Mošorinski (SRB) |
| 2019. október 30. 18:00 | 3× 1×            | Jegyzőkönyv | 8× 3×       | Dinamo Polyvalent Hall, Bukarest Nézőszám: 2100 Játékvezetők: Pandžić, Mošorinski (SRB) |

| 2019. október 31. 20:15 | Kadetten Schaffhausen | 40–28       | GOG Håndbold | BBC-Arena, Schaffhausen Nézőszám: 1212 Játékvezetők: Mitrevski, Todorovski (MKD) |
| 2019. október 31. 20:15 | Császár 16            | (18–11)     | Gidsel 6     | BBC-Arena, Schaffhausen Nézőszám: 1212 Játékvezetők: Mitrevski, Todorovski (MKD) |
| 2019. október 31. 20:15 | 6× 2×                 | Jegyzőkönyv | 6× 3×        | BBC-Arena, Schaffhausen Nézőszám: 1212 Játékvezetők: Mitrevski, Todorovski (MKD) |

| 2019. november 2. 15:00 | Csehovszkije Medvegyi | 37–26       | IFK Kristianstad | Olimpiysky Sport Palace, Csehov Nézőszám: 1500 Játékvezetők: Leandersson, Lindroos (FIN) |
| 2019. november 2. 15:00 | Kornyev 7             | (20–16)     | Ehn, Einarsson 5 | Olimpiysky Sport Palace, Csehov Nézőszám: 1500 Játékvezetők: Leandersson, Lindroos (FIN) |
| 2019. november 2. 15:00 | 4× 2×                 | Jegyzőkönyv | 3× 2×            | Olimpiysky Sport Palace, Csehov Nézőszám: 1500 Játékvezetők: Leandersson, Lindroos (FIN) |

| 2019. november 6. 17:15 | Dinamo București | 27–26       | Kadetten Schaffhausen | Dinamo Polyvalent Hall, Bukarest Nézőszám: 2023 Játékvezetők: Bounouara, Sami (FRA) |
| 2019. november 6. 17:15 | Kuduz 10         | (15–14)     | Császár 6             | Dinamo Polyvalent Hall, Bukarest Nézőszám: 2023 Játékvezetők: Bounouara, Sami (FRA) |
| 2019. november 6. 17:15 | 4× 2×            | Jegyzőkönyv | 7× 1×                 | Dinamo Polyvalent Hall, Bukarest Nézőszám: 2023 Játékvezetők: Bounouara, Sami (FRA) |

| 2019. november 10. 15:10 | GOG Håndbold | 37–37       | IFK Kristianstad | Jyske Bank Arena, Odense Nézőszám: 3656 Játékvezetők: Mandák, Rudinský (SVK) |
| 2019. november 10. 15:10 | Møller 7     | (15–19)     | Nyfjäll 8        | Jyske Bank Arena, Odense Nézőszám: 3656 Játékvezetők: Mandák, Rudinský (SVK) |
| 2019. november 10. 15:10 | 3× 3×        | Jegyzőkönyv | 4× 3× 1×         | Jyske Bank Arena, Odense Nézőszám: 3656 Játékvezetők: Mandák, Rudinský (SVK) |

| 2019. november 10. 18:00 | Wisła Płock | 34–28       | Csehovszkije Medvegyi | Orlen Arena, Płock Nézőszám: 3200 Játékvezetők: Tzaferopoulos, Bethmann (GRE) |
| 2019. november 10. 18:00 | Mindegia 10 | (18–15)     | Kotov 6               | Orlen Arena, Płock Nézőszám: 3200 Játékvezetők: Tzaferopoulos, Bethmann (GRE) |
| 2019. november 10. 18:00 | 5× 3×       | Jegyzőkönyv | 3× 1×                 | Orlen Arena, Płock Nézőszám: 3200 Játékvezetők: Tzaferopoulos, Bethmann (GRE) |

| 2019. november 13. 19:00 | IFK Kristianstad | 29–29       | Dinamo București | Kristianstad Arena, Kristianstad Nézőszám: 3402 Játékvezetők: Bolic, Hurich (AUT) |
| 2019. november 13. 19:00 | nyolc játékos 3  | (16–17)     | Kuduz 6          | Kristianstad Arena, Kristianstad Nézőszám: 3402 Játékvezetők: Bolic, Hurich (AUT) |
| 2019. november 13. 19:00 | 2× 1×            | Jegyzőkönyv | 5× 1×            | Kristianstad Arena, Kristianstad Nézőszám: 3402 Játékvezetők: Bolic, Hurich (AUT) |

| 2019. november 16. 15:00 | Csehovszkije Medvegyi | 36–28       | GOG Håndbold            | Olimpiysky Sport Palace, Csehov Nézőszám: 1750 Játékvezetők: Andorka, Hucker (HUN) |
| 2019. november 16. 15:00 | Szantalov 8           | (15–18)     | Jakobsen, Ríkharðsson 7 | Olimpiysky Sport Palace, Csehov Nézőszám: 1750 Játékvezetők: Andorka, Hucker (HUN) |
| 2019. november 16. 15:00 | 7× 2× 1×              | Jegyzőkönyv | 5× 1×                   | Olimpiysky Sport Palace, Csehov Nézőszám: 1750 Játékvezetők: Andorka, Hucker (HUN) |

| 2019. november 17. 19:00 | Kadetten Schaffhausen | 24–27       | Wisła Płock | BBC-Arena, Schaffhausen Nézőszám: 1165 Játékvezetők: Erdoğan, Özdeniz (TUR) |
| 2019. november 17. 19:00 | Šešum 6               | (11–10)     | Szita 5     | BBC-Arena, Schaffhausen Nézőszám: 1165 Játékvezetők: Erdoğan, Özdeniz (TUR) |
| 2019. november 17. 19:00 | 4× 2×                 | Jegyzőkönyv | 6× 4×       | BBC-Arena, Schaffhausen Nézőszám: 1165 Játékvezetők: Erdoğan, Özdeniz (TUR) |

| 2019. november 20. 18:00 | Dinamo București | 34–23       | Csehovszkije Medvegyi | Dinamo Polyvalent Hall, Bukarest Nézőszám: 2100 Játékvezetők: Budzák, Záhradník (SVK) |
| 2019. november 20. 18:00 | Bannour 7        | (15–13)     | Kotov, Osztascsenko 5 | Dinamo Polyvalent Hall, Bukarest Nézőszám: 2100 Játékvezetők: Budzák, Záhradník (SVK) |
| 2019. november 20. 18:00 | 5× 3×            | Jegyzőkönyv | 2× 2×                 | Dinamo Polyvalent Hall, Bukarest Nézőszám: 2100 Játékvezetők: Budzák, Záhradník (SVK) |

| 2019. november 23. 15:00 | Wisła Płock | 27–24       | GOG Håndbold | Orlen Arena, Płock Nézőszám: 3900 Játékvezetők: Cindrić, Gonzurek (CRO) |
| 2019. november 23. 15:00 | Mindegia 7  | (11–13)     | Møller 7     | Orlen Arena, Płock Nézőszám: 3900 Játékvezetők: Cindrić, Gonzurek (CRO) |
| 2019. november 23. 15:00 | 3× 3×       | Jegyzőkönyv | 2× 2×        | Orlen Arena, Płock Nézőszám: 3900 Játékvezetők: Cindrić, Gonzurek (CRO) |

| 2019. november 24. 19:00 | Kadetten Schaffhausen | 26–29       | IFK Kristianstad | BBC-Arena, Schaffhausen Nézőszám: 916 Játékvezetők: Konjičanin, Konjičanin (BIH) |
| 2019. november 24. 19:00 | négy játékos 4        | (15–15)     | Guðmundsson 8    | BBC-Arena, Schaffhausen Nézőszám: 916 Játékvezetők: Konjičanin, Konjičanin (BIH) |
| 2019. november 24. 19:00 | 4× 2×                 | Jegyzőkönyv | 4× 2×            | BBC-Arena, Schaffhausen Nézőszám: 916 Játékvezetők: Konjičanin, Konjičanin (BIH) |

| 2019. november 27. 19:00 | IFK Kristianstad | 24–20       | Wisła Płock | Kristianstad Arena, Kristianstad Nézőszám: 3036 Játékvezetők: Andorka, Hucker (HUN) |
| 2019. november 27. 19:00 | Chrintz 10       | (15–9)      | Mlakar 7    | Kristianstad Arena, Kristianstad Nézőszám: 3036 Játékvezetők: Andorka, Hucker (HUN) |
| 2019. november 27. 19:00 | 2× 1×            | Jegyzőkönyv | 2× 4×       | Kristianstad Arena, Kristianstad Nézőszám: 3036 Játékvezetők: Andorka, Hucker (HUN) |

| 2019. november 30. 15:00 | Csehovszkije Medvegyi | 29–27       | Kadetten Schaffhausen | Olimpiysky Sport Palace, Csehov Nézőszám: 1700 Játékvezetők: Opava, Válek (CZE) |
| 2019. november 30. 15:00 | Kotov 7               | (14–14)     | Frimmel 8             | Olimpiysky Sport Palace, Csehov Nézőszám: 1700 Játékvezetők: Opava, Válek (CZE) |
| 2019. november 30. 15:00 | 1× 3×                 | Jegyzőkönyv | 4× 3×                 | Olimpiysky Sport Palace, Csehov Nézőszám: 1700 Játékvezetők: Opava, Válek (CZE) |

| 2019. december 1. 16:50 | GOG Håndbold | 31–32       | Dinamo București | Jyske Bank Arena, Odense Nézőszám: 2607 Játékvezetők: Schultze, Tönnies (GER) |
| 2019. december 1. 16:50 | Lærke 10     | (16–18)     | Bannour 9        | Jyske Bank Arena, Odense Nézőszám: 2607 Játékvezetők: Schultze, Tönnies (GER) |
| 2019. december 1. 16:50 | 5× 2×        | Jegyzőkönyv | 4× 1×            | Jyske Bank Arena, Odense Nézőszám: 2607 Játékvezetők: Schultze, Tönnies (GER) |

## Rájátszás
A C és D csoport első két helyezettje egy-egy oda-vissza vágós rájátszásban harcolhatta ki a legjobb 12 közé jutást.
| 1. csapat   | Össz. | 2. csapat        | 1. mérk. | 2. mérk. |
| ----------- | ----- | ---------------- | -------- | -------- |
| Sporting    | 49–52 | Dinamo București | 25–26    | 24–26    |
| Wisła Płock | 51–49 | CD Bidasoa       | 32–25    | 19–24    |

| 2020. február 22. 19:30 | Sporting  | 25–26       | Dinamo București | Pavilhão João Rocha, Lisszabon Nézőszám: 2468 Játékvezetők: Jørum, Kleven (NOR) |
| 2020. február 22. 19:30 | Ghionea 8 | (9–13)      | Kuduz 7          | Pavilhão João Rocha, Lisszabon Nézőszám: 2468 Játékvezetők: Jørum, Kleven (NOR) |
| 2020. február 22. 19:30 | 4× 1×     | Jegyzőkönyv | 5× 2×            | Pavilhão João Rocha, Lisszabon Nézőszám: 2468 Játékvezetők: Jørum, Kleven (NOR) |

| 2020. március 1. 16:30 | Dinamo București | 26–24       | Sporting  | Dinamo Polyvalent Hall, Bukarest Nézőszám: 2500 Játékvezetők: Geipel, Helbig (GER) |
| 2020. március 1. 16:30 | Asoltanei 7      | (15–12)     | Ghionea 5 | Dinamo Polyvalent Hall, Bukarest Nézőszám: 2500 Játékvezetők: Geipel, Helbig (GER) |
| 2020. március 1. 16:30 | 2× 2× 1×         | Jegyzőkönyv | 2× 2× 1×  | Dinamo Polyvalent Hall, Bukarest Nézőszám: 2500 Játékvezetők: Geipel, Helbig (GER) |

| 2020. február 22. 15:00 | Wisła Płock | 32–25       | CD Bidasoa | Orlen Arena, Płock Nézőszám: 3500 Játékvezetők: Bonaventura, Bonaventura (FRA) |
| 2020. február 22. 15:00 | Daszek 9    | (17–11)     | Azkue 7    | Orlen Arena, Płock Nézőszám: 3500 Játékvezetők: Bonaventura, Bonaventura (FRA) |
| 2020. február 22. 15:00 | 6× 1×       | Jegyzőkönyv | 2× 2×      | Orlen Arena, Płock Nézőszám: 3500 Játékvezetők: Bonaventura, Bonaventura (FRA) |

| 2020. február 29. 16:00 | CD Bidasoa     | 24–19       | Wisła Płock | Pabellón Polideportivo Artaleku, Irun Nézőszám: 1911 Játékvezetők: Gjeding, Hansen (DEN) |
| 2020. február 29. 16:00 | Renaud-David 6 | (10–12)     | Szita 7     | Pabellón Polideportivo Artaleku, Irun Nézőszám: 1911 Játékvezetők: Gjeding, Hansen (DEN) |
| 2020. február 29. 16:00 | 6× 1×          | Jegyzőkönyv | 10×         | Pabellón Polideportivo Artaleku, Irun Nézőszám: 1911 Játékvezetők: Gjeding, Hansen (DEN) |